# Châtillonnais
Le Châtillonnais, ou pays châtillonnais, est une région naturelle française du nord de la Côte-d'Or aux limites de l'Aube et de la région Champagne. Reposant sur un socle calcaire creusé par le haut cours de la Seine c'est une région historique ancienne dont la ville principale semble avoir été successivement celle du mont Lassois puis de Vertillum sous l'Antiquité tardive. Sous les mérovingiens Latiscum, au sommet et autour du mont Lassois, est le centre d'un archidiaconé qui s'étend jusqu'à Bourguignons actuellement dans l'Aube avant que Châtillon-sur-Seine n'y supplée.
Regroupées jadis autour d'une sous-préfecture, Châtillon-sur-Seine, les communes du pays châtillonnais sont fédérées depuis 2003 au sein d'une communauté de 113 communes réparties en six cantons ; 107 d'entre elles sont réunies depuis en un seul par la réforme de 2015. Depuis le déclin de la sidérurgie au siècle dernier, l'exploitation de la forêt et de la pierre, l'agriculture, l'élevage et plus récemment la réimplantation du vignoble composent ses principales ressources. La découverte sur le territoire de Vix le 6 janvier 1953 d'un tombeau princier celte renfermant un exceptionnel cratère de bronze a attiré l'attention mondiale sur ce petit terroir.

## Situation géographique

### Généralités

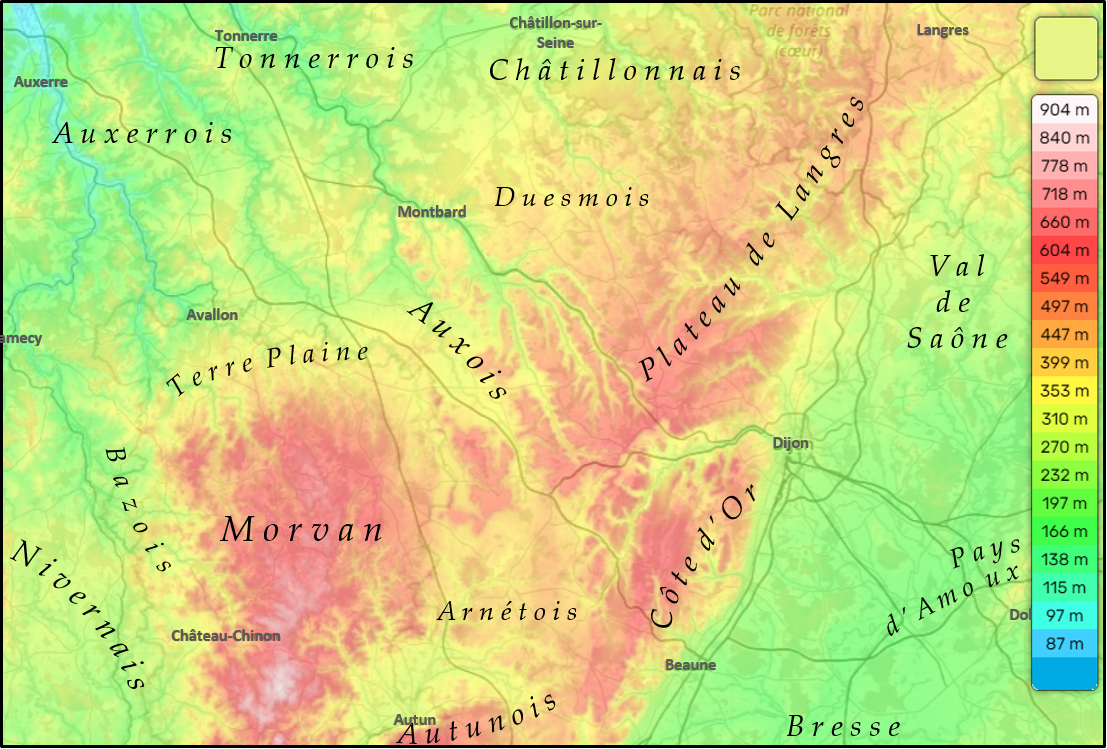
Carte topographique de la région dans laquelle le Châtillonnais se situe.

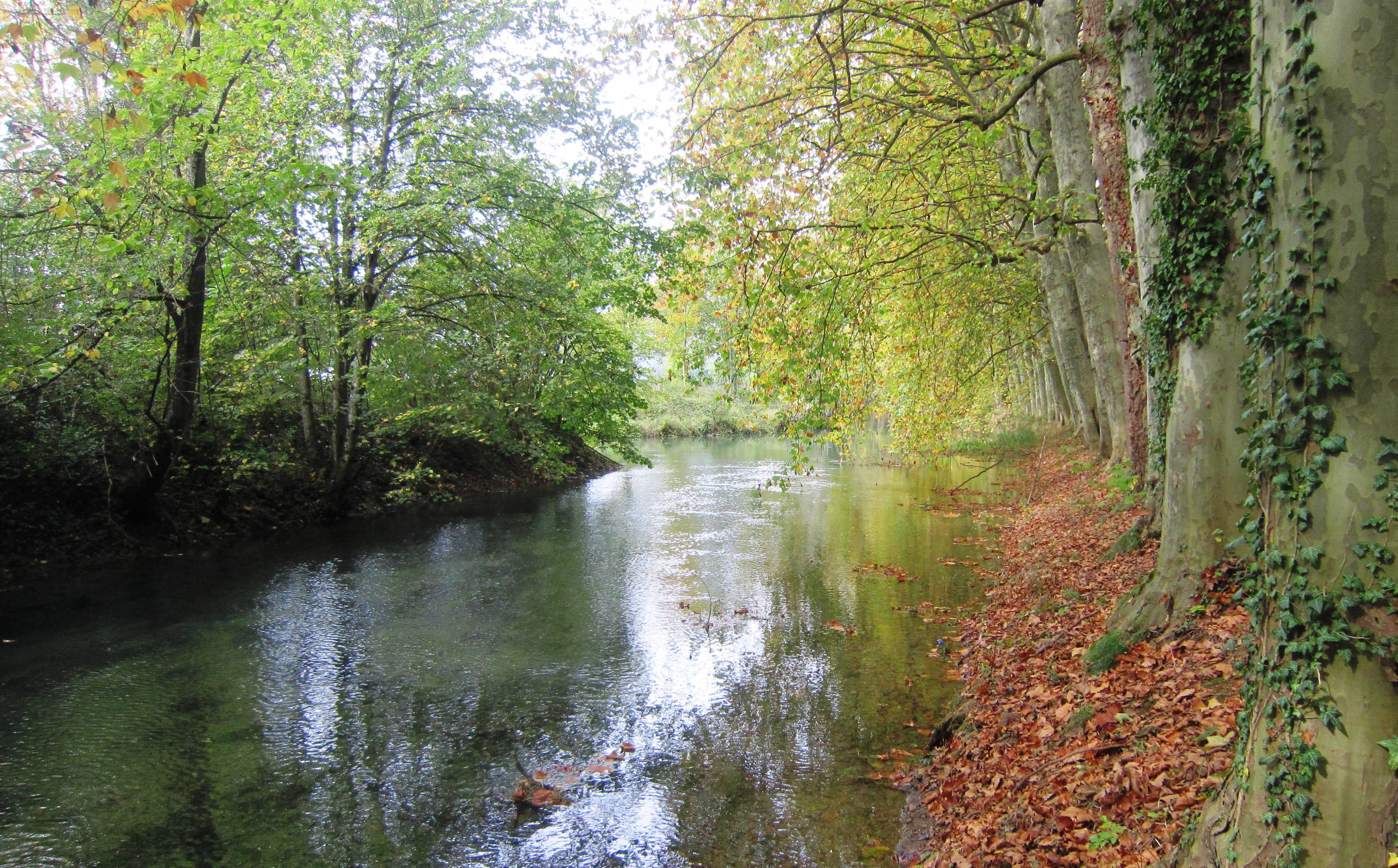
La Seine en Châtillonnais.

Situé à plus de 300 mètres d'altitude moyenne avec un point culminant de 512 mètres à Beneuvre, le Châtillonnais est composé de deux zones calcaires séparées par le lit sud-nord de la Seine emprunté par la route nationale 71 : une partie du plateau de Langres à l'est et du Tonnerrois à l'ouest. S'y ajoute au nord un prolongement du Barrois champenois séparé du reste par une faille courant d'est en ouest empruntée par la route départementale 965. Dépourvue de cours d'eau mais composée d'argiles oxfordiennes, celle-ci retient quelques lacs. Châtillon se trouve au carrefour de ces deux axes alors que la Seine se sépare en deux bras dans une ancienne zone marécageuse de la faille où elle décrit un S inversé avant d'en ressortir vers la même direction.

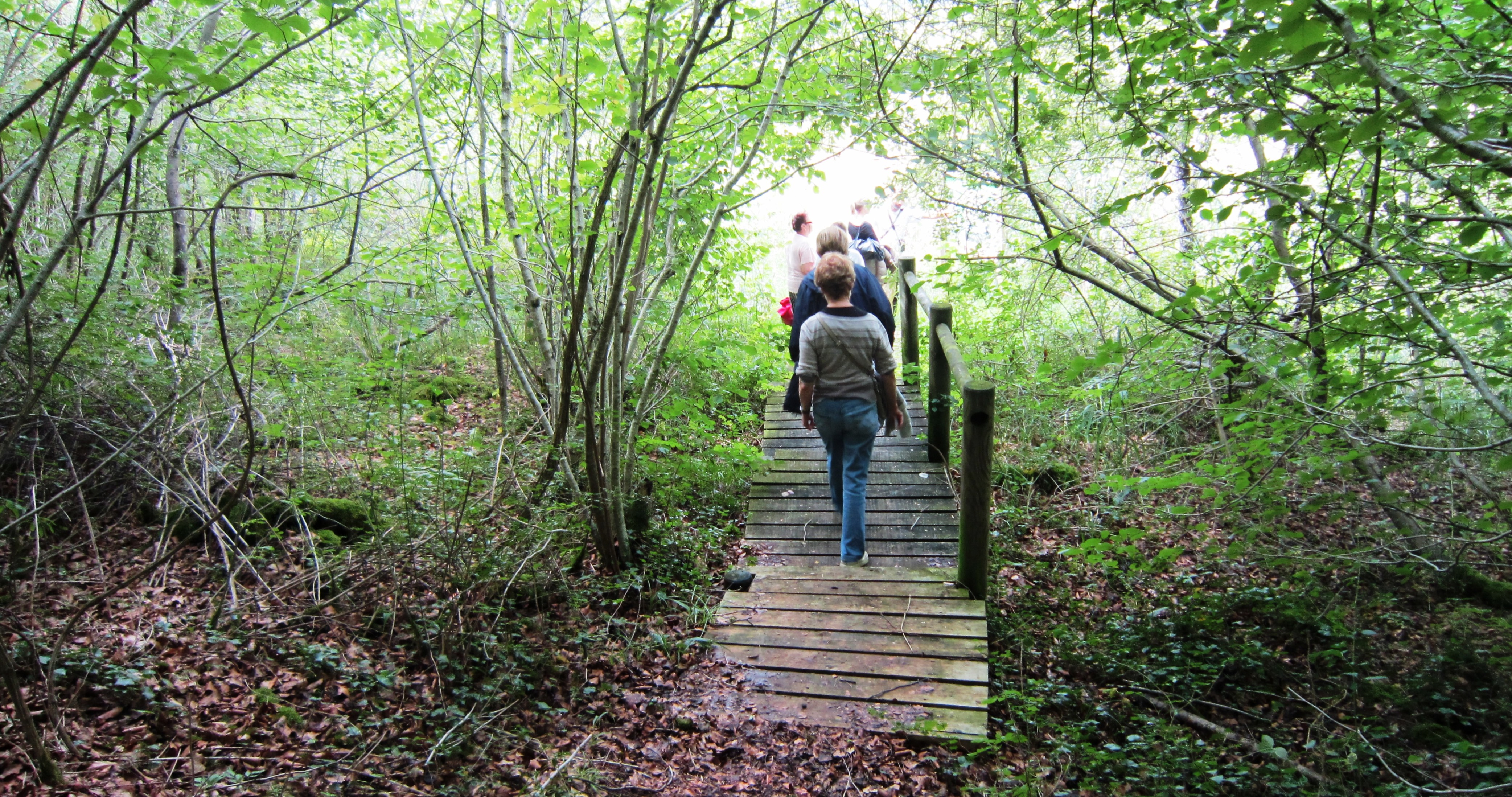
Parcours dans la forêt de Châtillon.

Recouverte de 84 000 hectares de forêts la région est à l'origine de nombreux cours d'eau qui structurent le territoire : 
- la Seine au cours sud-nord au centre de la région reçoit ses premiers affluents : la Coquille, le Revinson, la Digeanne et le Brévon ;
- dans la partie nord la Laigne, l'Ource et l'Aube toutes orientées également sud-nord rejoignent la Seine au-delà des limites de la région ;
- dans le quart sud-est les sources de l'Ouche, la Tille et la Vingeanne coulent à l'est pour se déverser dans la Saône ;
- dans le quart sud-ouest, le plateau karstique est parcouru en partie par la Haute-Laigne qui disparaît entre le hameau de Vaugimois et Puits pour réapparaître à Laignes après un parcours souterrain de 20 km.

58 950 hectares du massif forestier et des vallées du Châtillonnais sont classés zone de protection spéciale Natura 2000. Des parcours sont aménagés et balisés. Le parc national de Forêts est créé le 8 novembre 2019 et concerne une grande partie du Châtillonnais. C'est le onzième parc national de France.

### Végétation et paysages

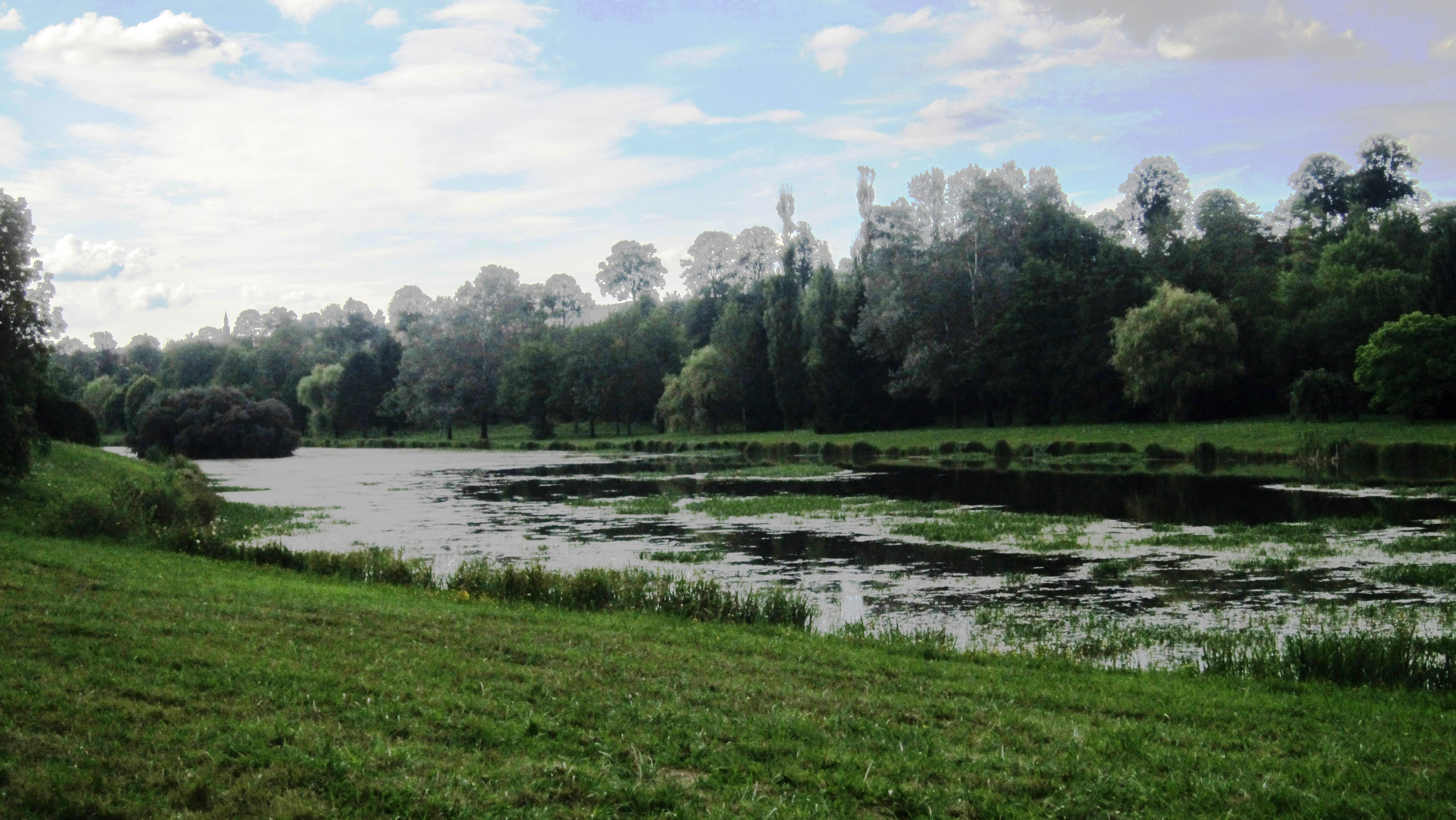
Marais de Bure-les-Templiers.

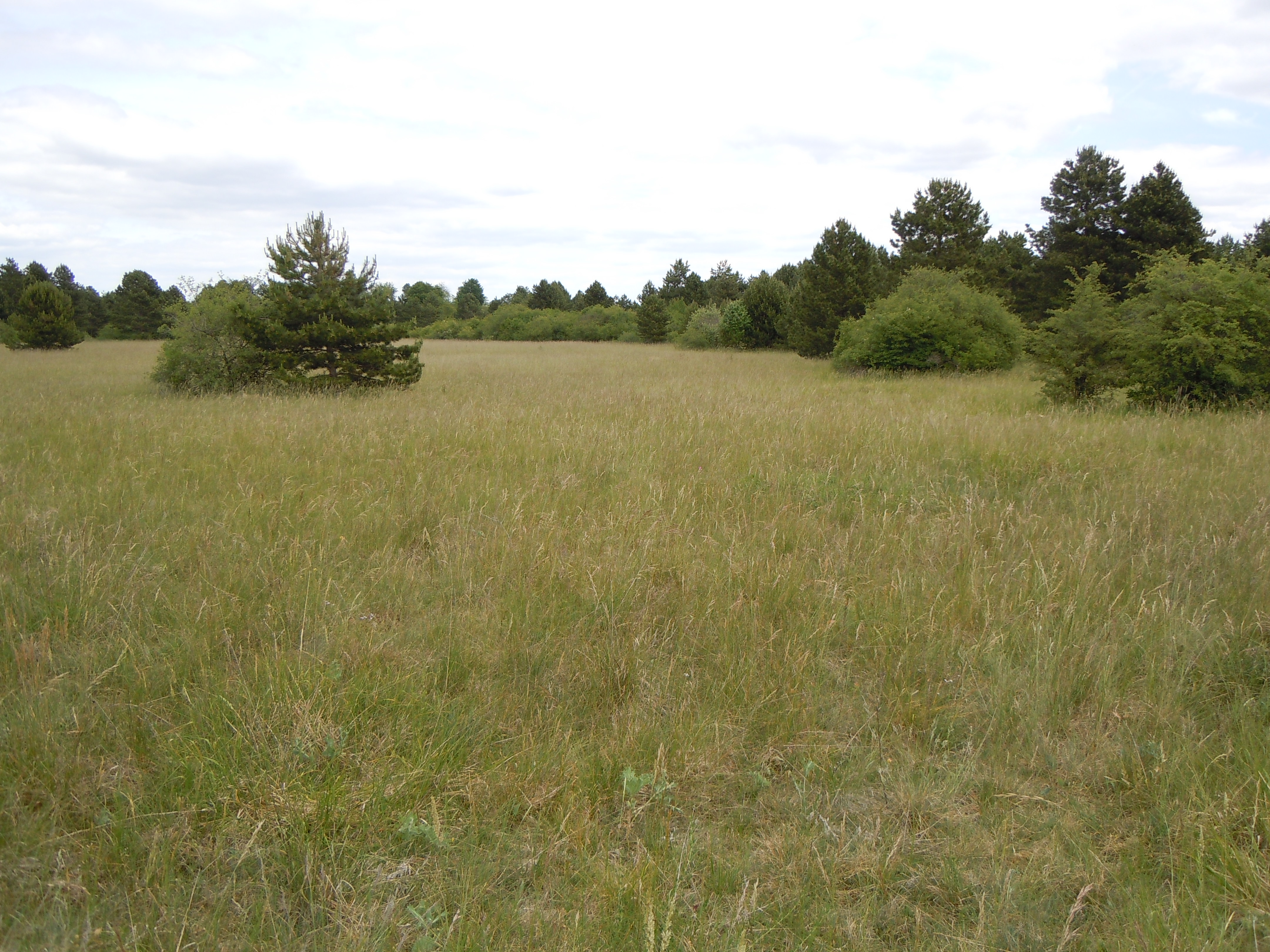
Pelouse sèche des plateaux.

- La forêt de Châtillon-sur-Seine principalement composée de chênes, de charmes et de hêtres est l’une des plus vastes de Bourgogne.

- Les marais tufeux[2] sont classés en zone de protection compte tenu du nombre de plantes protégées qui y croissent[3] : diverses orchidées, sabot de Vénus, ligulaire de Sibérie[4].

- Les pelouses calcaires sèches sont de type mésobromion. Certaines comme la combe du Grand prieur sont protégées au niveau européen.
- Les zones cultivables sont destinées aux céréales et oléagineux sur les plateaux calcaires, aux prairies dans les vallons argileux des rivières. La culture de la vigne abandonnée au début du XXe siècle reconquiert les coteaux sud et sud-est.

### Faune
La zone forestière est bien fournie en gros gibier, cerfs, chevreuils et sangliers. Celui-ci fait l’objet de chasses à courre depuis l’abbaye du Val des Choues qui entretient une meute permanente de chiens courants.
La forêt héberge également trois espèces d'oiseaux parmi les plus rares de Bourgogne : l'aigle botté, la cigogne noire et la chouette de Tengmalm dont l'effectif principal pour la région niche au sein de cette zone. On y observe aussi des populations importantes de pics : pic mar, pic cendré et pic noir.

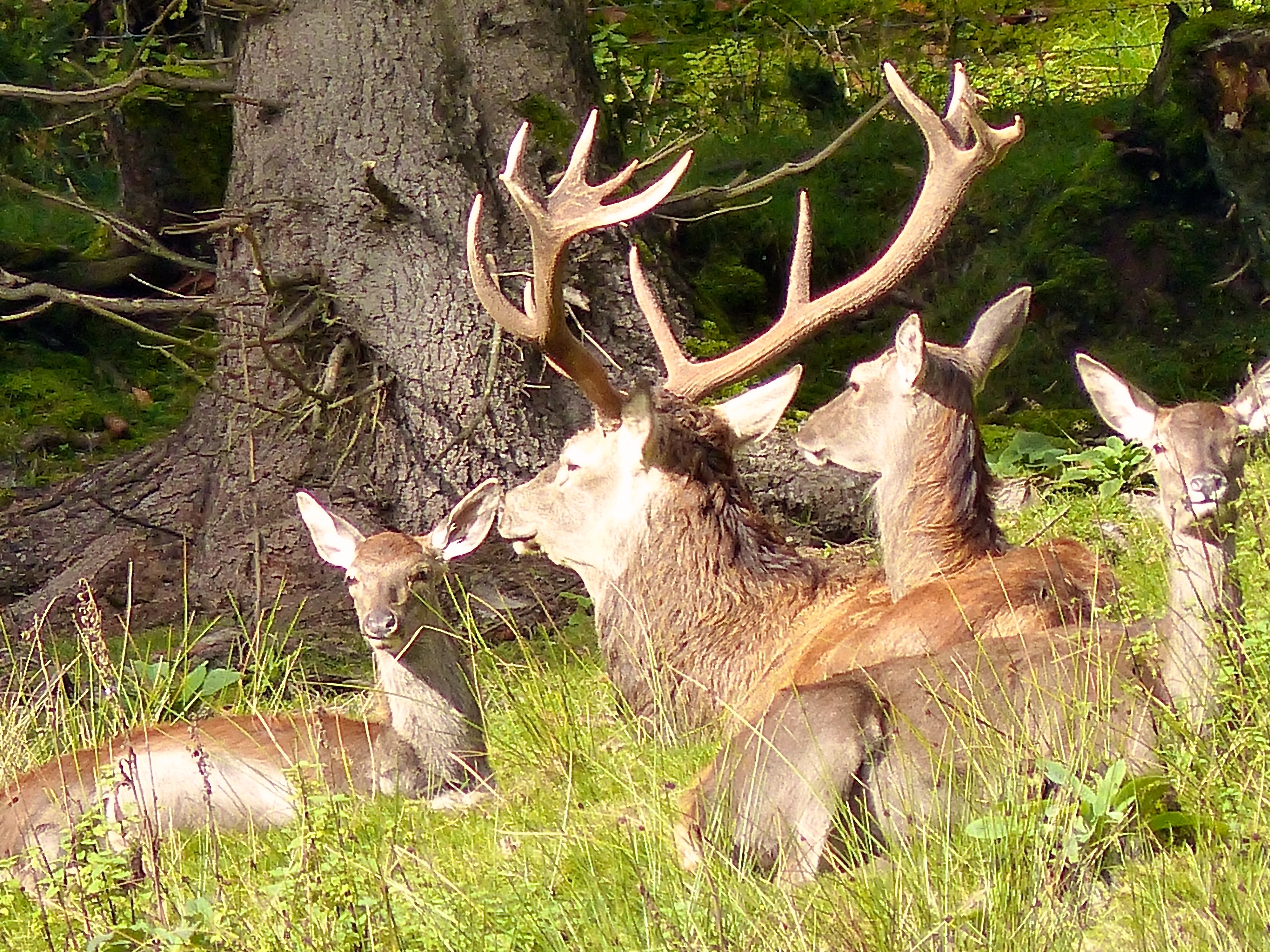
Cerf.
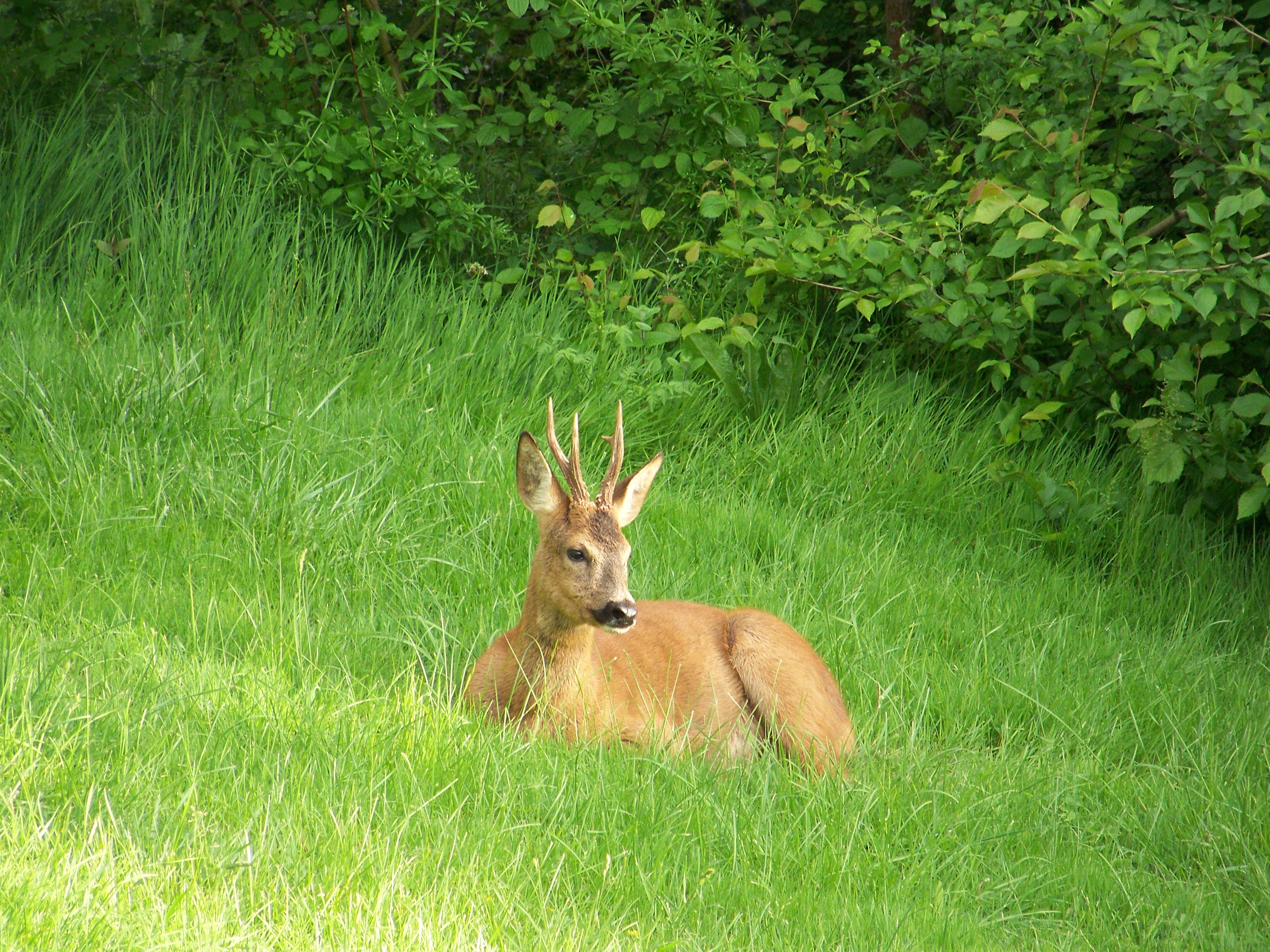
Chevreuil.
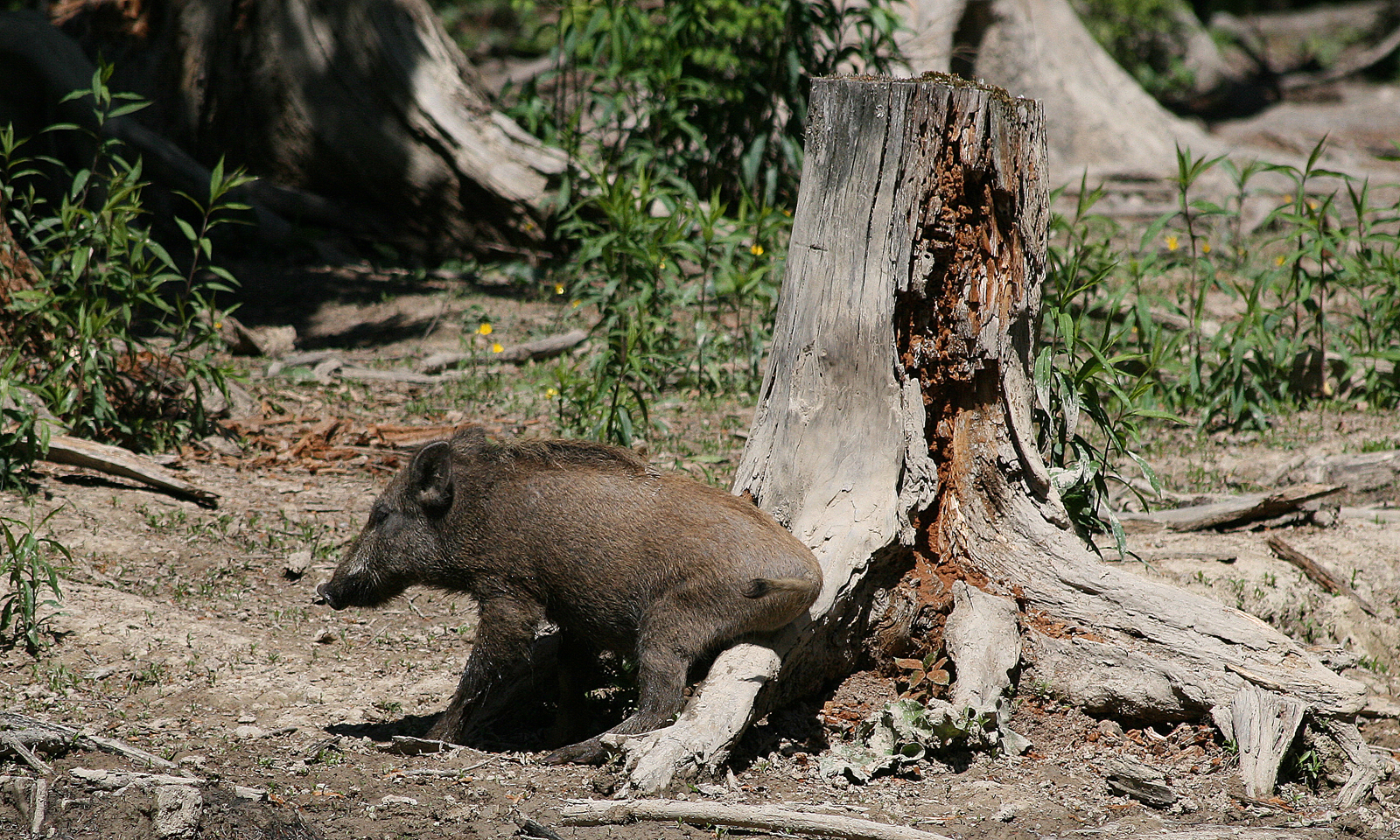
Sanglier.
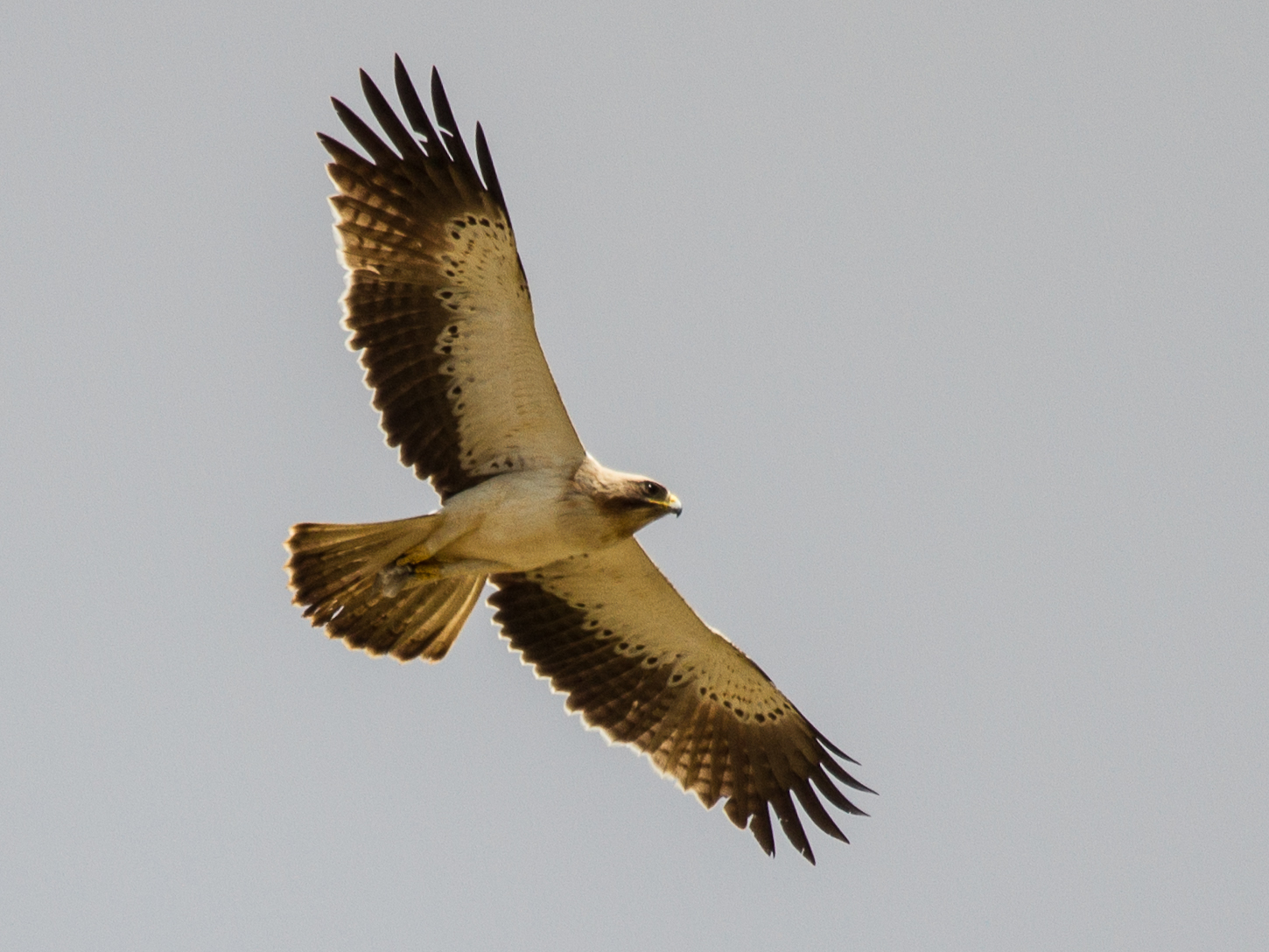
Aigle botté.
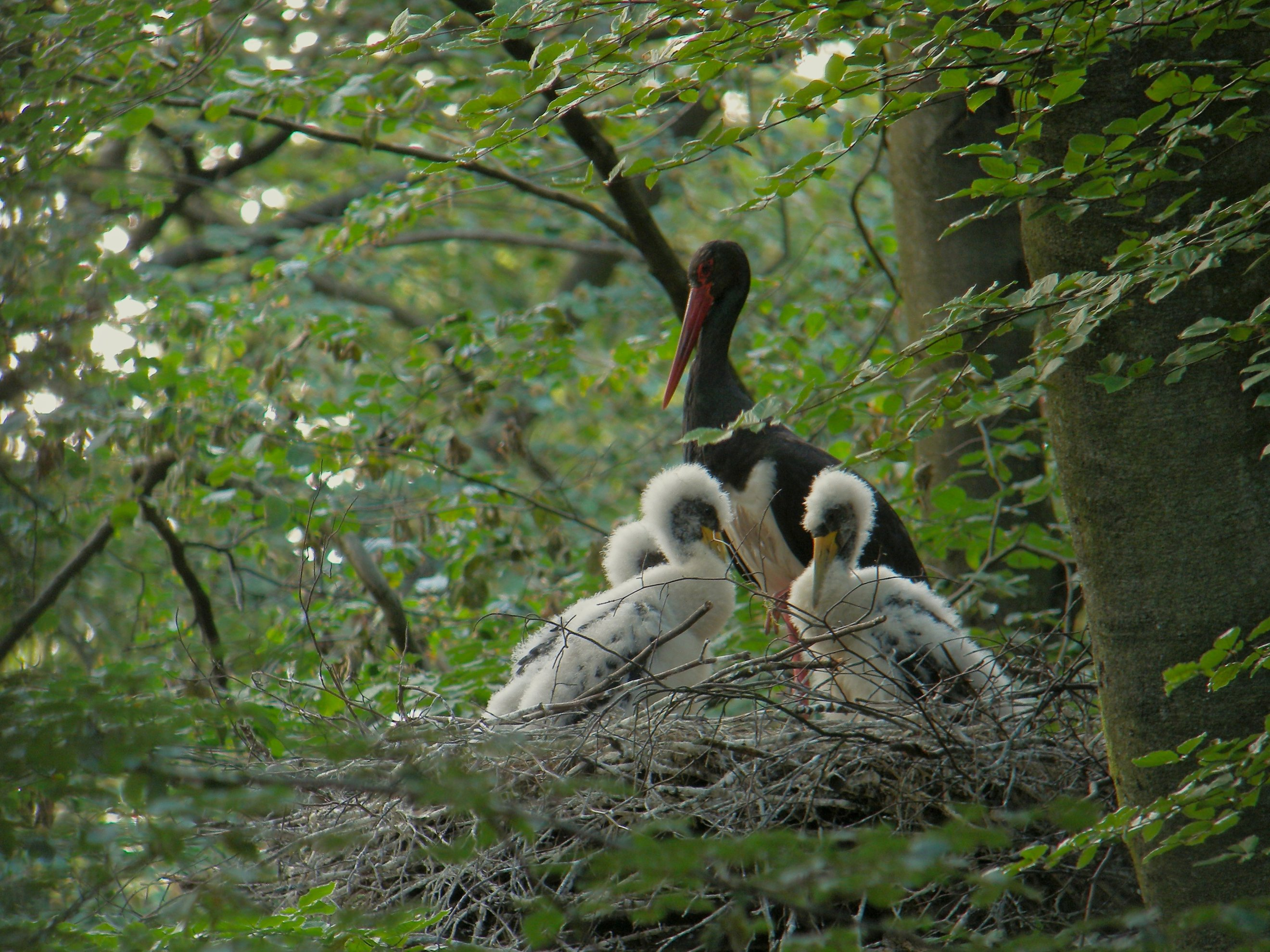
Cigogne noire au nid.
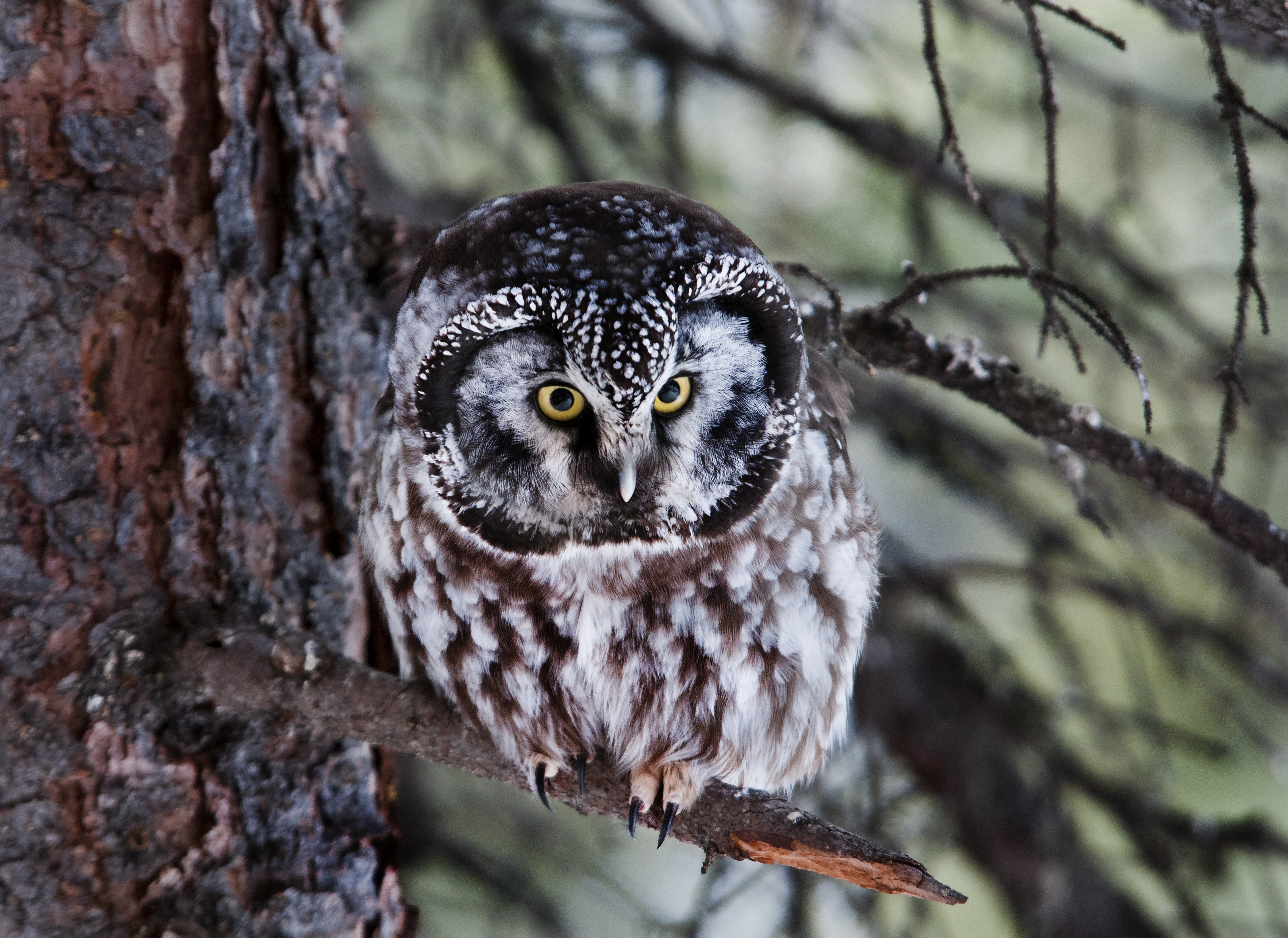
Chouette de Tengmalm.

### Accès

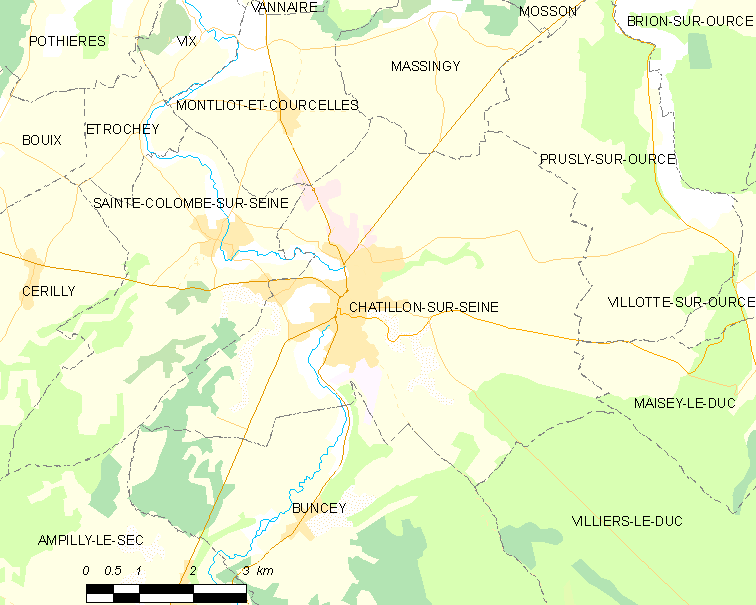
Réseau routier du Châtillonnais.

Le Châtillonnais se situe au centre d'importants axes routiers se croisant à Châtillon-sur-Seine :  
- la RN 71 qui relie Troyes à Dijon ;
- la RD 965 qui relie Chaumont à Tonnerre ;
- la RN 80 qui relie Châtillon-sur-Seine à Montbard puis à Semur-en-Auxois (autoroute A6).

Depuis le déclassement en 1994 du service voyageurs de la gare de Châtillon-sur-Seine, le Réseau interurbain de Côte-d'Or assure les navettes vers les gares TGV de Montbard, Dijon et Troyes.
Cependant, la ligne de Nuits-sous-Ravières à Châtillon-sur-Seine, et son prolongement jusqu'à Brion-sur-Ource sur la ligne de Bricon à Châtillon-sur-Seine est vital pour plusieurs entreprises industrielles et la filière bois. Réseau ferré de France a rénové ce lien destiné au fret en 2013.
L'aéroport le plus proche est Auxerre-Branches. L'aérodrome de Châtillon-sur-Seine est utilisé par l’aéroclub du Châtillonnais.

## Administration et services

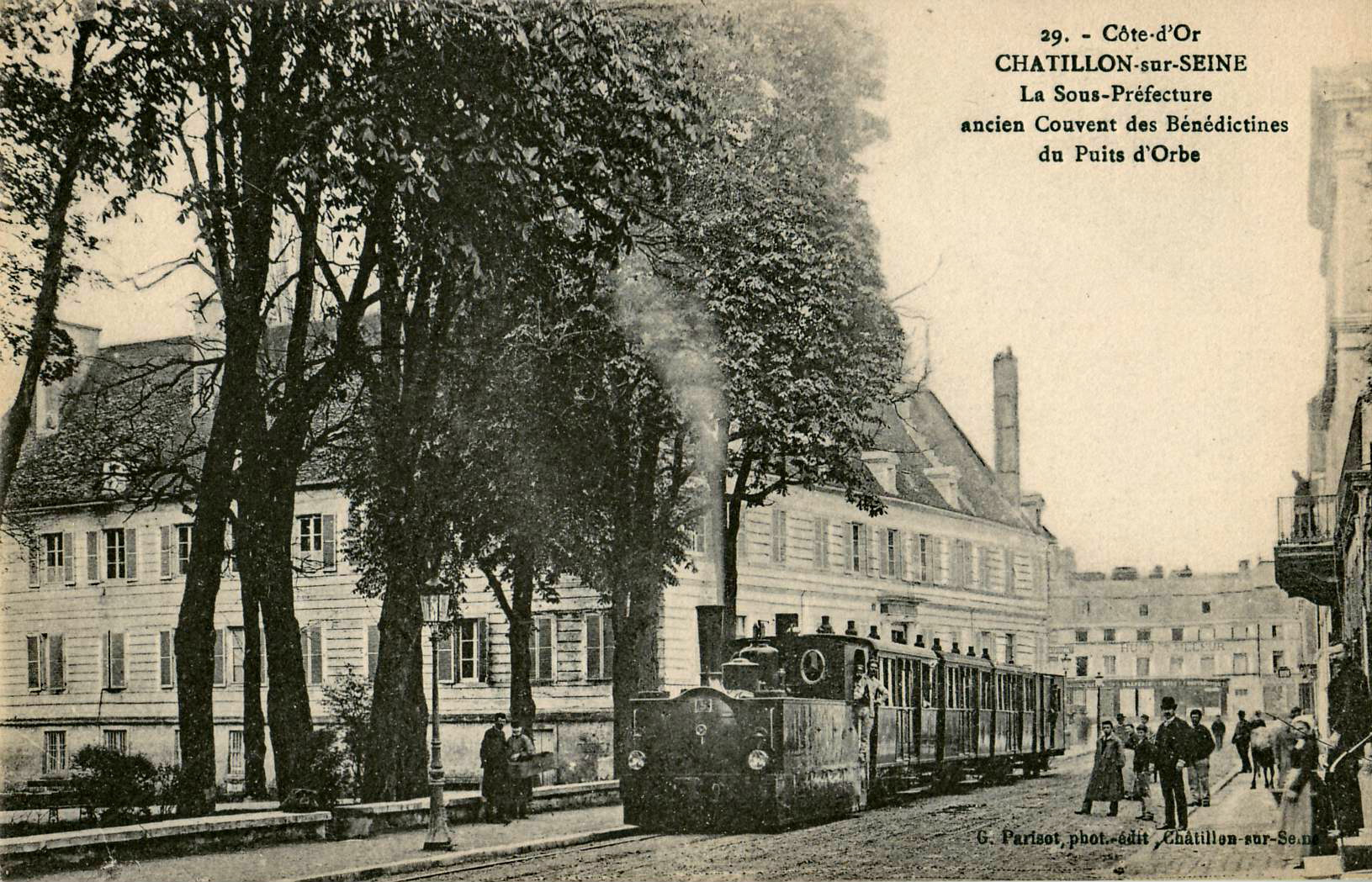
L’ancienne sous-préfecture du Châtillonnais.

Région naturelle et historique le Châtillonnais correspond plus ou moins à des divisions administratives dont les limites varient parfois quelque peu au fil du temps. Jadis regroupée autour d'une sous-préfecture, la communauté de communes du Pays Châtillonnais, présidée depuis 2003 par Hubert Brigand, maire de Châtillon-sur-Seine, comptait jusqu'en 2015 cent-treize communes réparties en six cantons :
- canton d'Aignay-le-Duc ;
- canton de Baigneux-les-Juifs ;
- canton de Châtillon-sur-Seine ;
- canton de Laignes ;
- canton de Montigny-sur-Aube ;
- canton de Recey-sur-Ource.

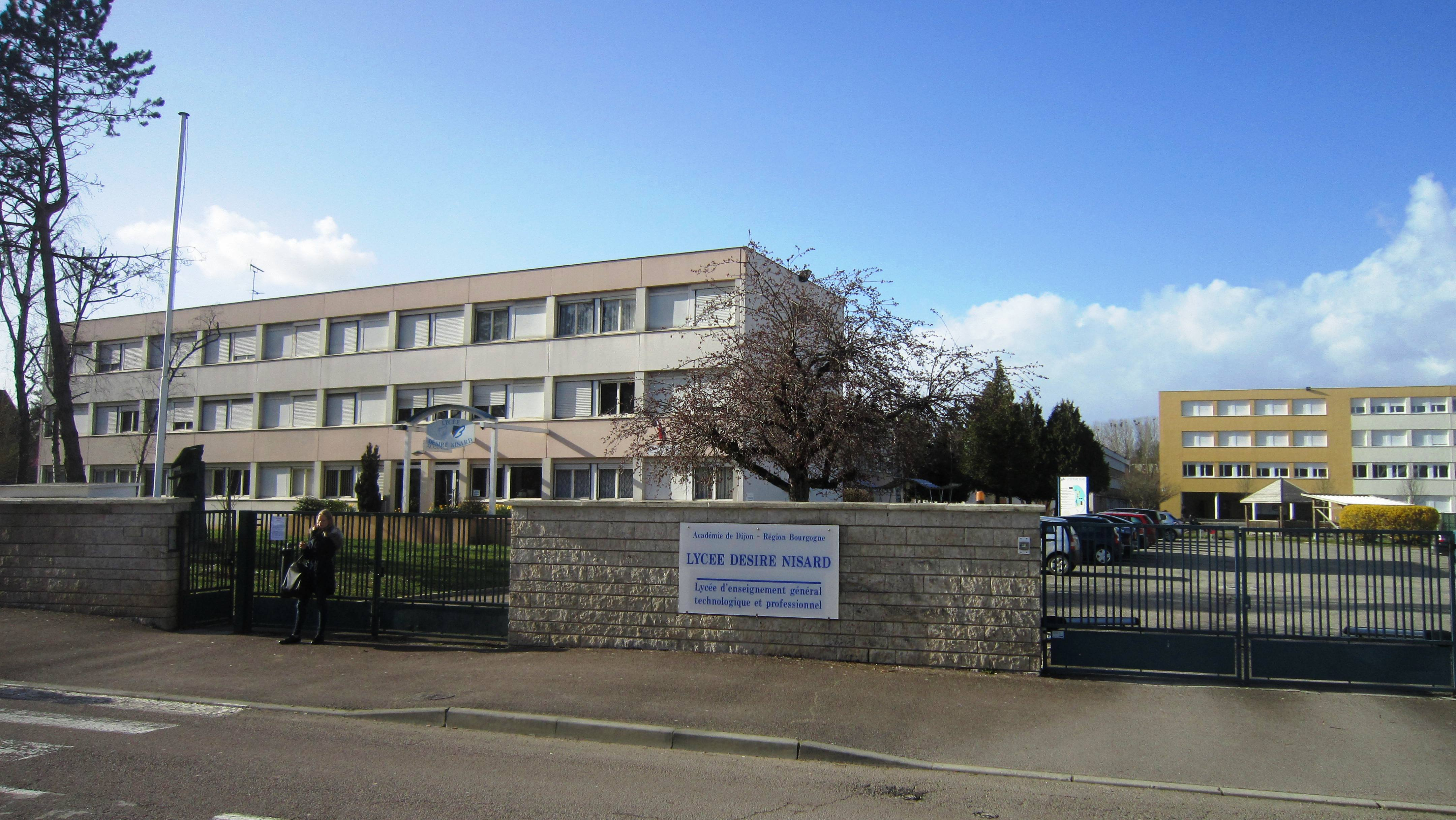
Lycée Désiré Nisard

Cent-sept se retrouvent depuis mars 2015 au sein du nouveau canton de Châtillon-sur-Seine. Cent adhèrent à la Communauté de communes présidée par Jérémie Brigand, maire de Massingy. Avec 20 121 habitants et 1 821 km2, c'est la communauté de communes la plus étendue de France métropolitaine, dépassée seulement en superficie par la Guyane.

### Enseignement
La scolarité secondaire du premier cycle y est assurée par trois collèges : 
- le collège Fontaine des ducs à Châtillon[9] pour les cantons de Châtillon, Laignes et Montigny ;
- le collège Henri Morat à Recey-sur-Ource[10] pour les cantons d’Aignay-le-Duc et Recey ;
- le collège Alésia du canton voisin de Venarey-les-Laumes accueille les élèves du canton de Baigneux-les-Juifs .

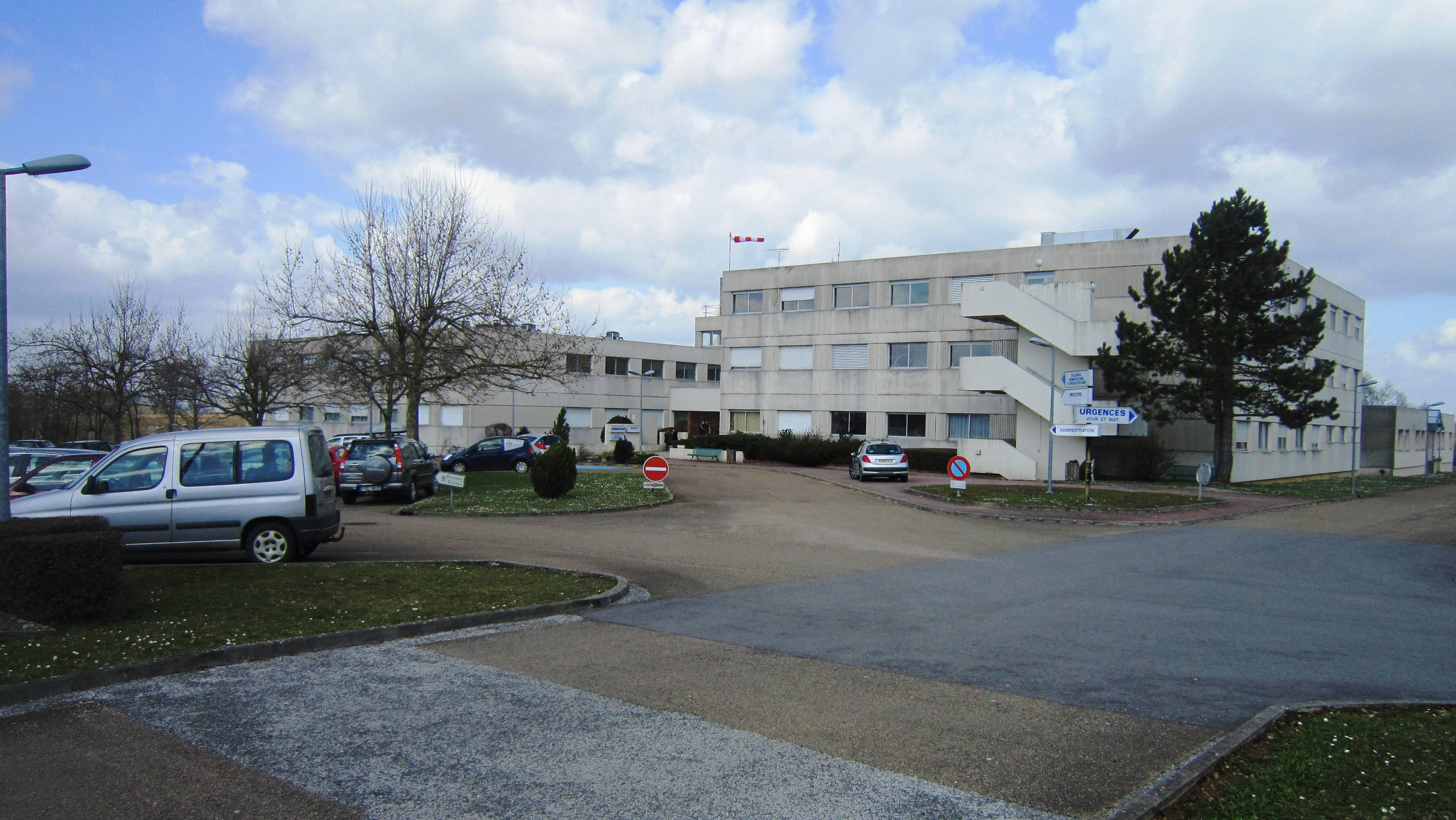
Hôpital de Châtillon.

Le second cycle est assuré à Châtillon-sur-Seine par le lycée Désiré Nisard, le lycée agricole de la Barotte et le lycée Saint-Vincent/Saint-Bernard, établissement privé polyvalent. Le ramassage scolaire dépend du conseil général de la Côte-d’Or.

### Santé
Les centres hospitaliers de Châtillon et de Montbard sont regroupés administrativement au sein du centre hospitalier intercommunal Châtillon-Montbard lié par convention au centre hospitalier universitaire de Dijon.

## Archéologie et histoire

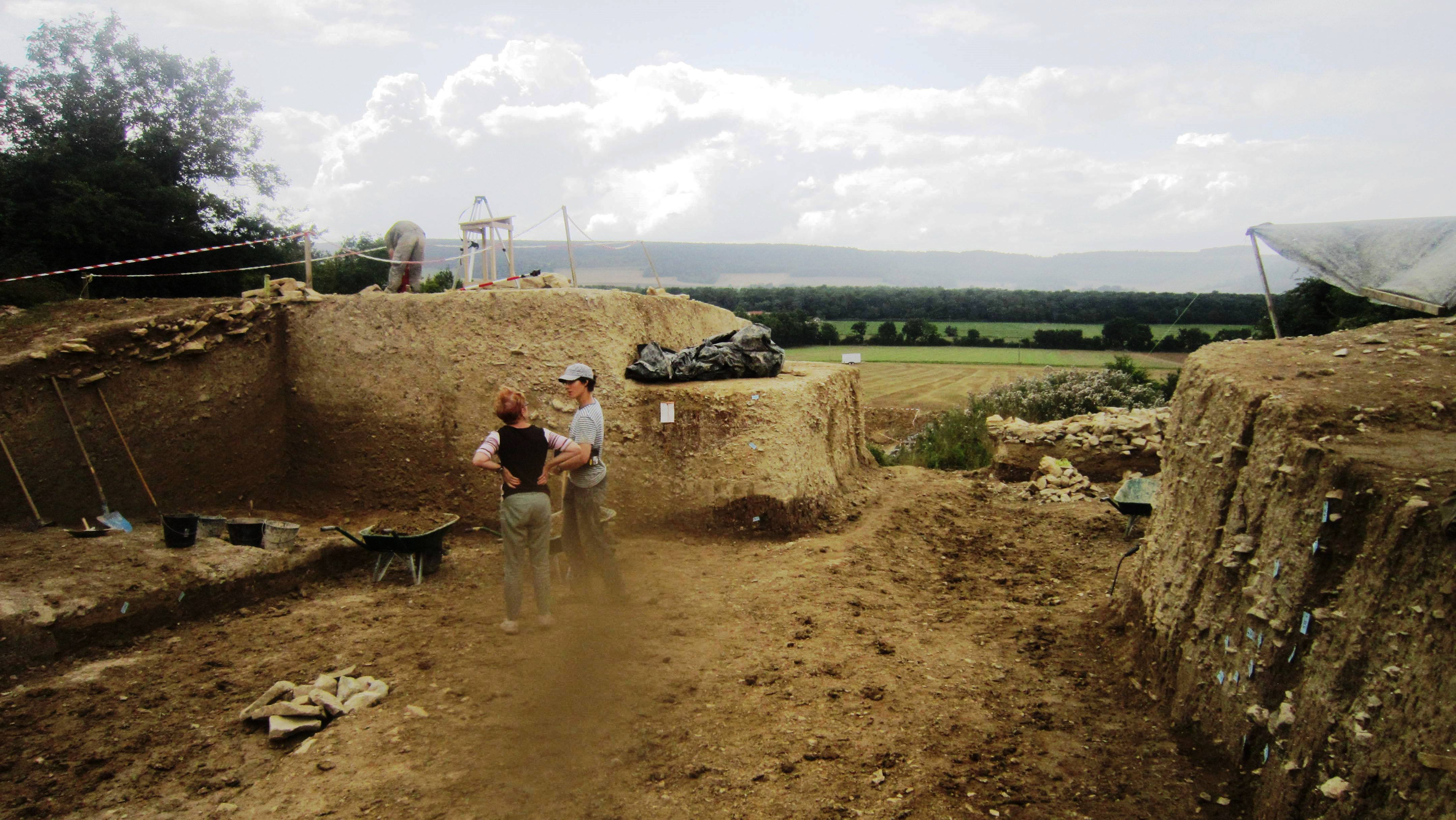
Fouilles du mont Lassois en 2014.

Les traces d'occupation néolithique sont nombreuses : grottes de la Baume à Balot, éperon barré de Duesme sur lequel un château est érigé au Moyen Âge. C'est surtout une région historique ancienne dont les villes principales semblent avoir été successivement celle du mont Lassois puis de Vertillum pour revenir peut-être au mont Lassois avec la cité disparue de Latiscum avant de privilégier Châtillon-sur-Seine au Haut Moyen Âge.

### Protohistoire et Antiquité

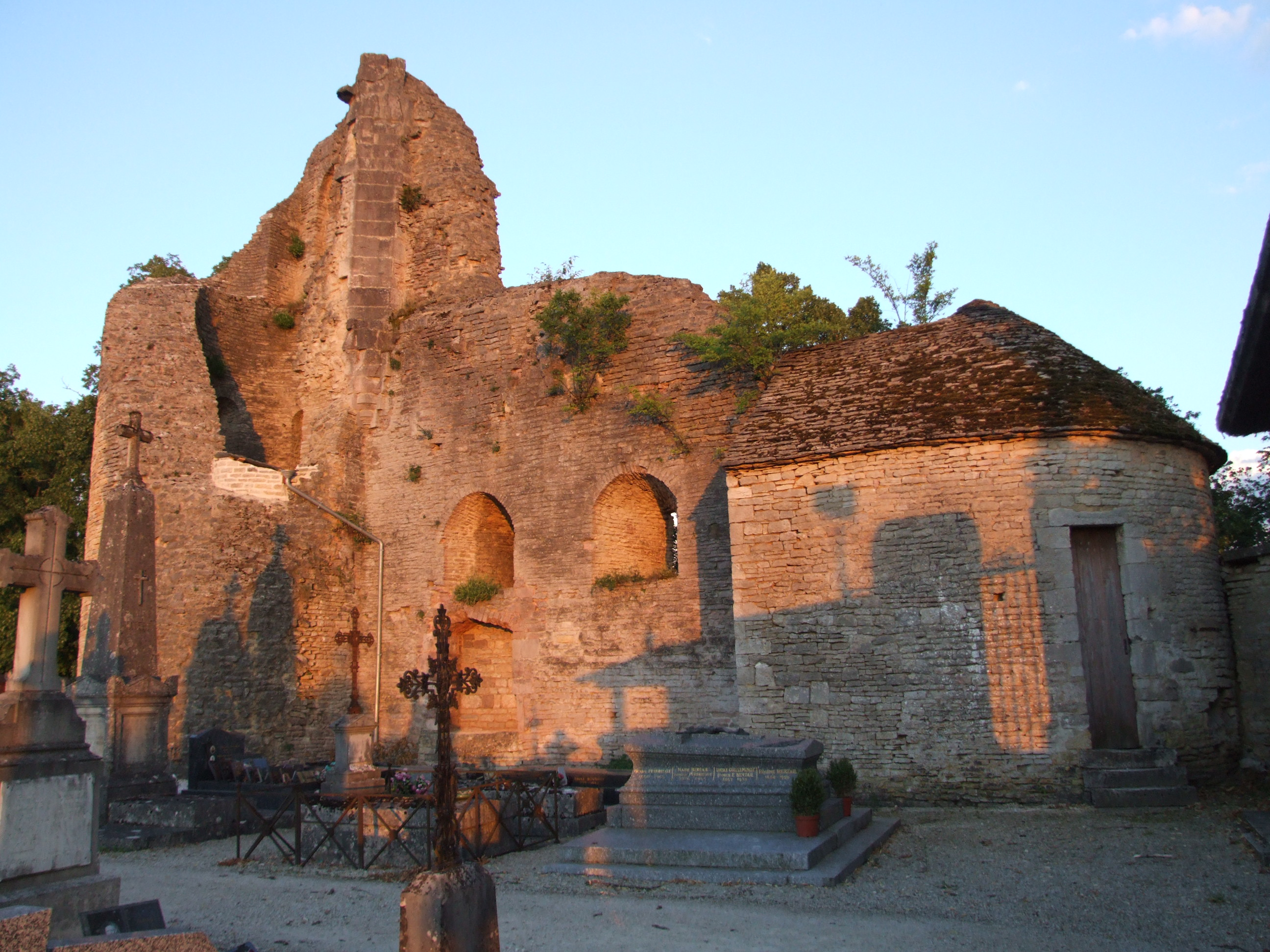
Vestiges du château de Châtillon.

Occupé par les Celtes au moins depuis le Hallstatt puis relevant de la Civitas des Lingons à la période gallo-romaine, le Châtillonnais possède de très grands sites archéologiques tels que Vix et son mont Lassois, Essarois, Vertillum, le Tremblois ... qui attestent de structures quasi urbaines dans la région dès le VIe siècle av. J.-C. Le mont Lassois fait toujours l'objet de fouilles internationales importantes coordonnées par l'université de Bourgogne.

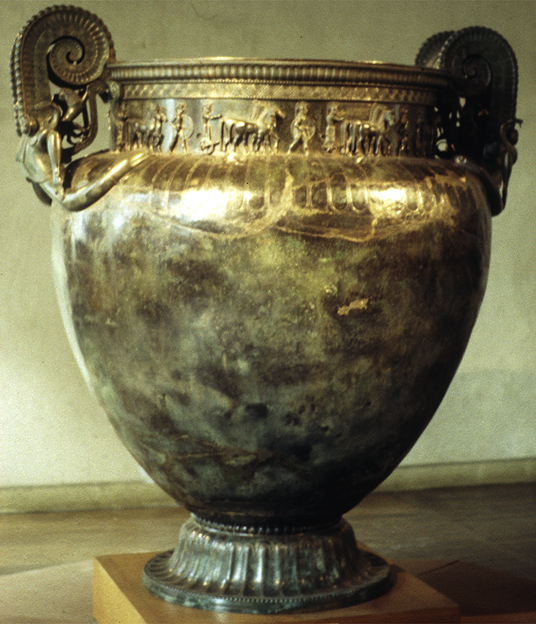
Le vase de Vix, symbole du Châtillonnais.

### Moyen Âge

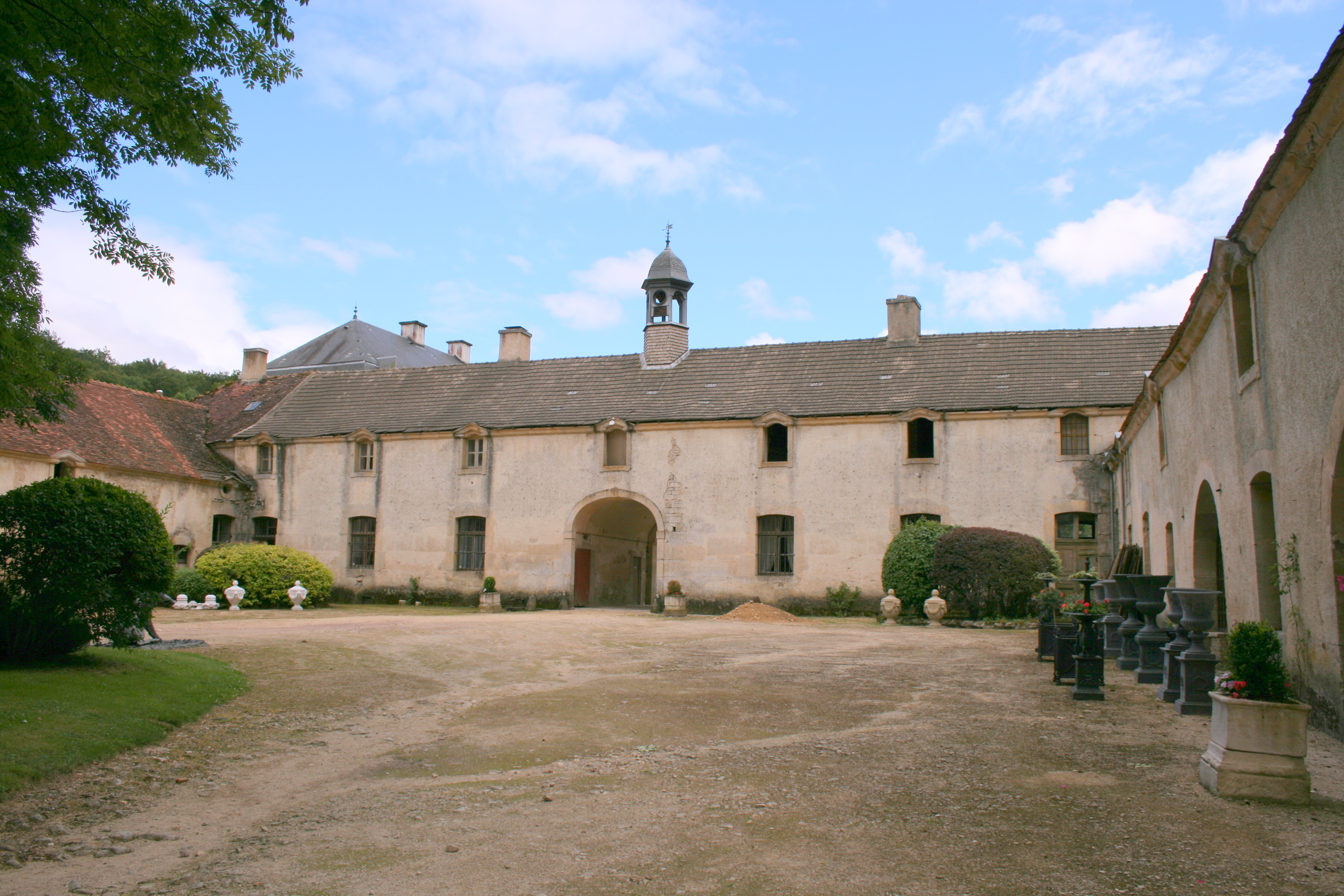
Abbaye du val des Choues.

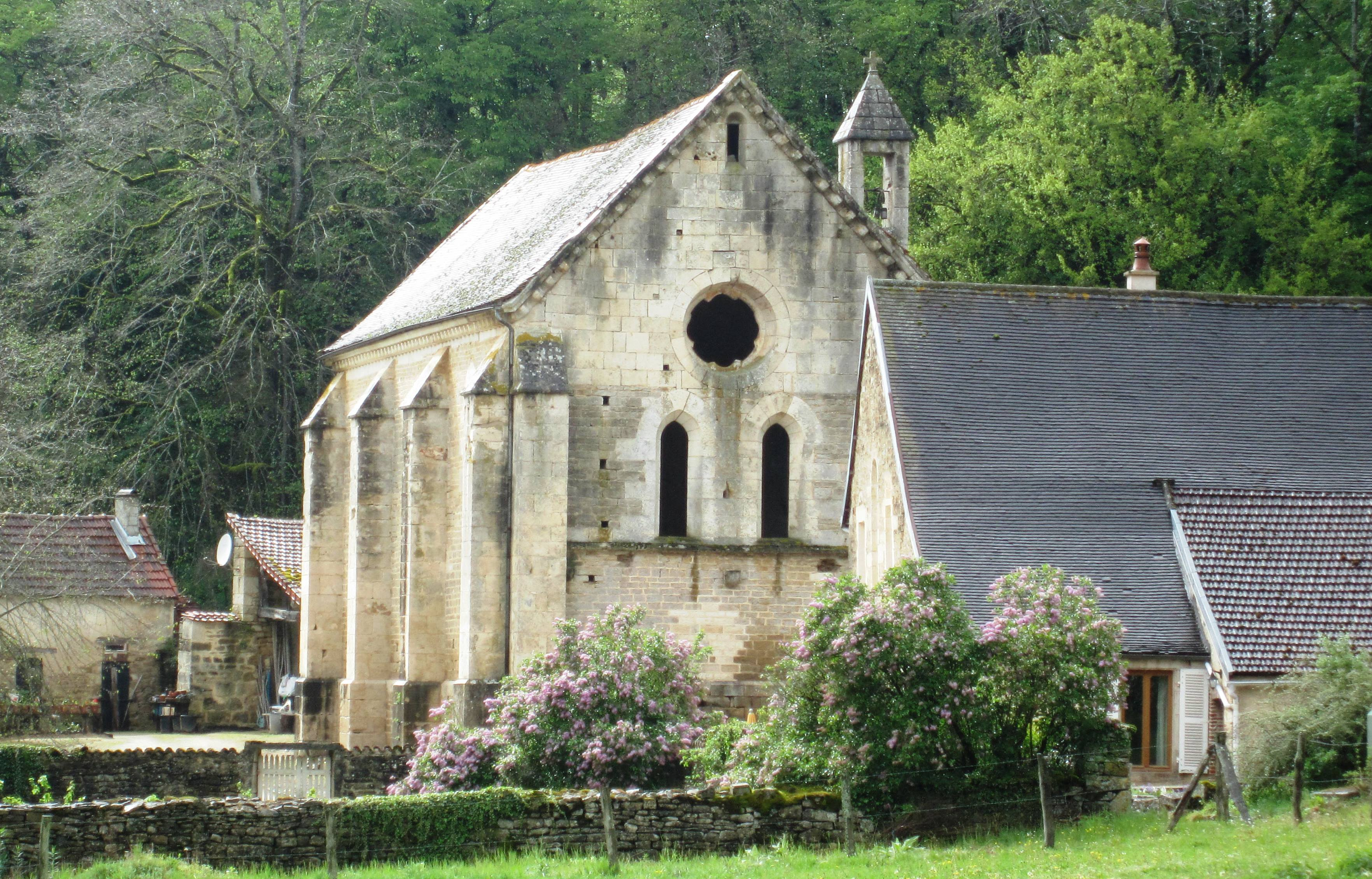
La corroirie de Lugny.

Dès le IXe siècle le comte palatin Girart de Roussillon, fondateur de l'abbaye de Pothières, aurait édifié une motte castrale et une chapelle au sommet du mont Lassois où la ville de Lasticum est le centre d'un important archidiaconé qui remonte dans l'Aube actuelle jusqu'à Bourguignons. Latiscum aurait été victime d'une remontée de la Seine par des Vikings au IXe ou  Xe siècle. Au début du second millénaire Châtillon devient la capitale d'une région prospère où la laine des moutons alimente la draperie et où la sidérurgie commence à se développer,.
Partagée entre l'évêché de Langres et le duché de Bourgogne la partie sud, dite alors du bailliage de la montagne, compte nombre de forteresses ou châteaux ducaux sur les cours de la Seine et de l'Ource : Aignay-le-Duc, Aisey-sur-Seine, Duesme, Maisey-le-Duc, Villaines-en-Duesmois, Villiers-le-Duc et Châtillon abrite dès le XIIe siècle le château des ducs de Bourgogne. L'industrie métallurgique liée à la fabrication des armes y prospère aux abords de la ville haute alors que l'industrie textile lainière concurrence Troyes dans la ville basse. La ville bénéficie rapidement de franchises lui assurant un développement économique notoire.
La période médiévale est également marquée par de nombreuses abbayes qui y implantent le vignoble surtout dans la partie nord qui jouxte la Champagne. Celle de Molesmes a joué au XIe siècle un rôle comparable à celle de Cluny dans l'évolution du monachisme avec Robert de Molesme, Aubry de Cîteaux, Étienne Harding, Bernard de Clairvaux, Bruno de Cologne ... Sa proximité avec la Champagne en a fait ensuite une terre de templiers sous l'influence d'Hugues de Payns.

### Les temps modernes

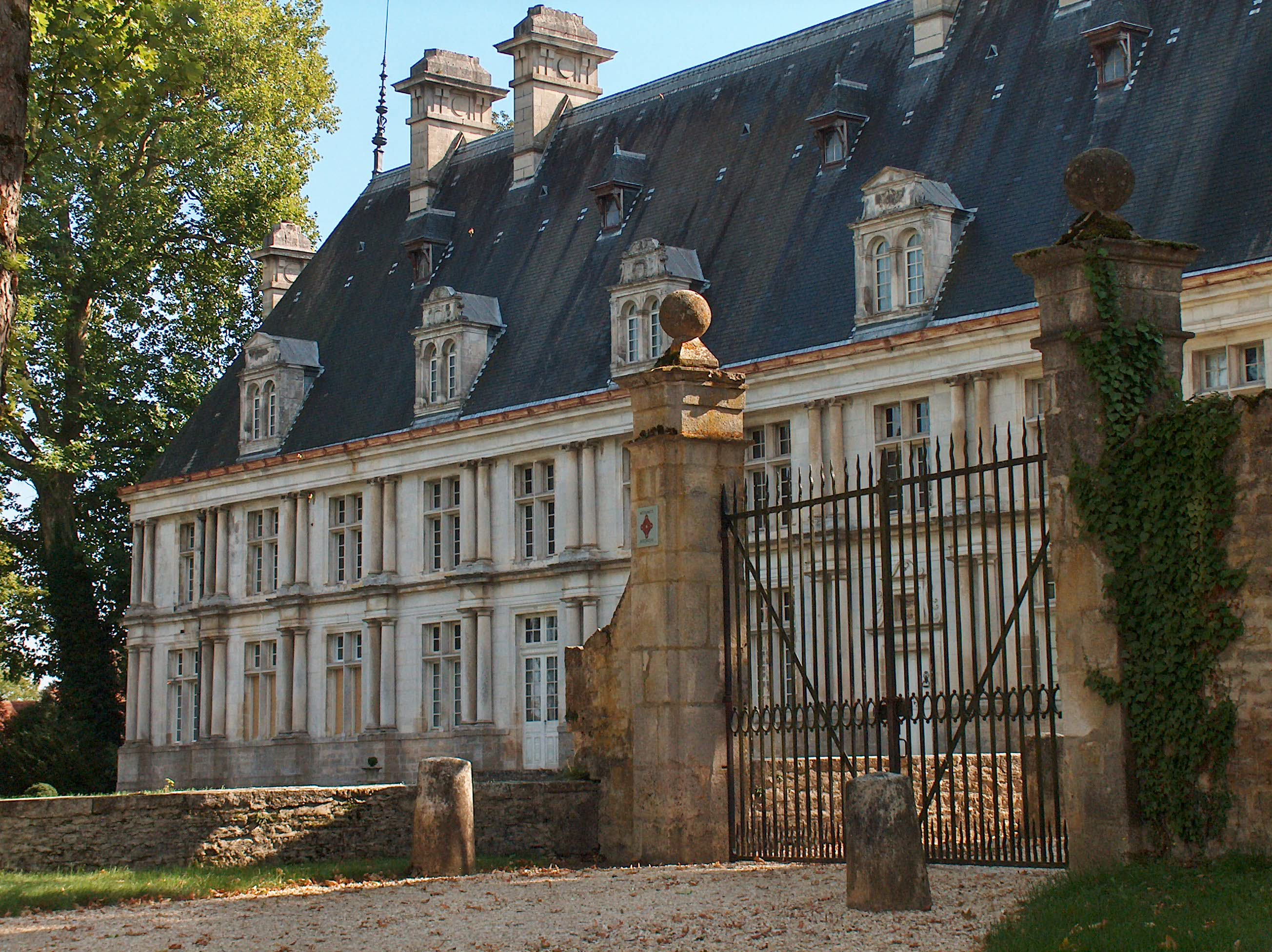
Le château de Montigny-sur-Aube.

Le Châtillonnais est fortement touché par les troubles de la Réforme : en 1576 Châtillon est pillé par les huguenots du duc d’Alençon. Puis la peste qui sévit en 1583 et 1595 entraîne une chute importante de population et de main d’œuvre et Henri IV ne restaure l’autorité qu'au prix des libertés locales et la démolition des forteresses remplacées par des châteaux d’agrément (Jours-lès-Baigneux, Montigny-sur-Aube, Autricourt, Villiers-le-Duc…). La disparition des privilèges entraîne celle du dynamisme commercial d'une région qui semble s’assoupir aux XVIIe et XVIIIe siècles tout en conservant une activité intellectuelle importante. Couvents et abbayes d'hommes et de femmes y prolifèrent mais perdent leur âme pour certaines avec les abbés commendataires.
La Révolution n'entraîne pas de grands bouleversements : beaucoup de nobles conservent leurs biens et la vente des domaines monastiques profite surtout aux grandes familles. Le développement du secteur métallurgique donne ensuite au Châtillonnais un patrimoine industriel important et de qualité qui entraîne la construction d'églises, mairies, écoles et résidences bourgeoises avant que celui-ci ne se trouve confronté à l’utilisation du coke au début du XIXe siècle. La modernisation de la fonderie de Sainte-Colombe par le maréchal Marmont, châtelain de Châtillon, et la construction du chemin de fer ne suffisent pas à enrayer la crise et après 1880 seuls les sites de Sainte-Colombe, Ampilly-le-Sec et Chenecières y survivent.

### Époque contemporaine

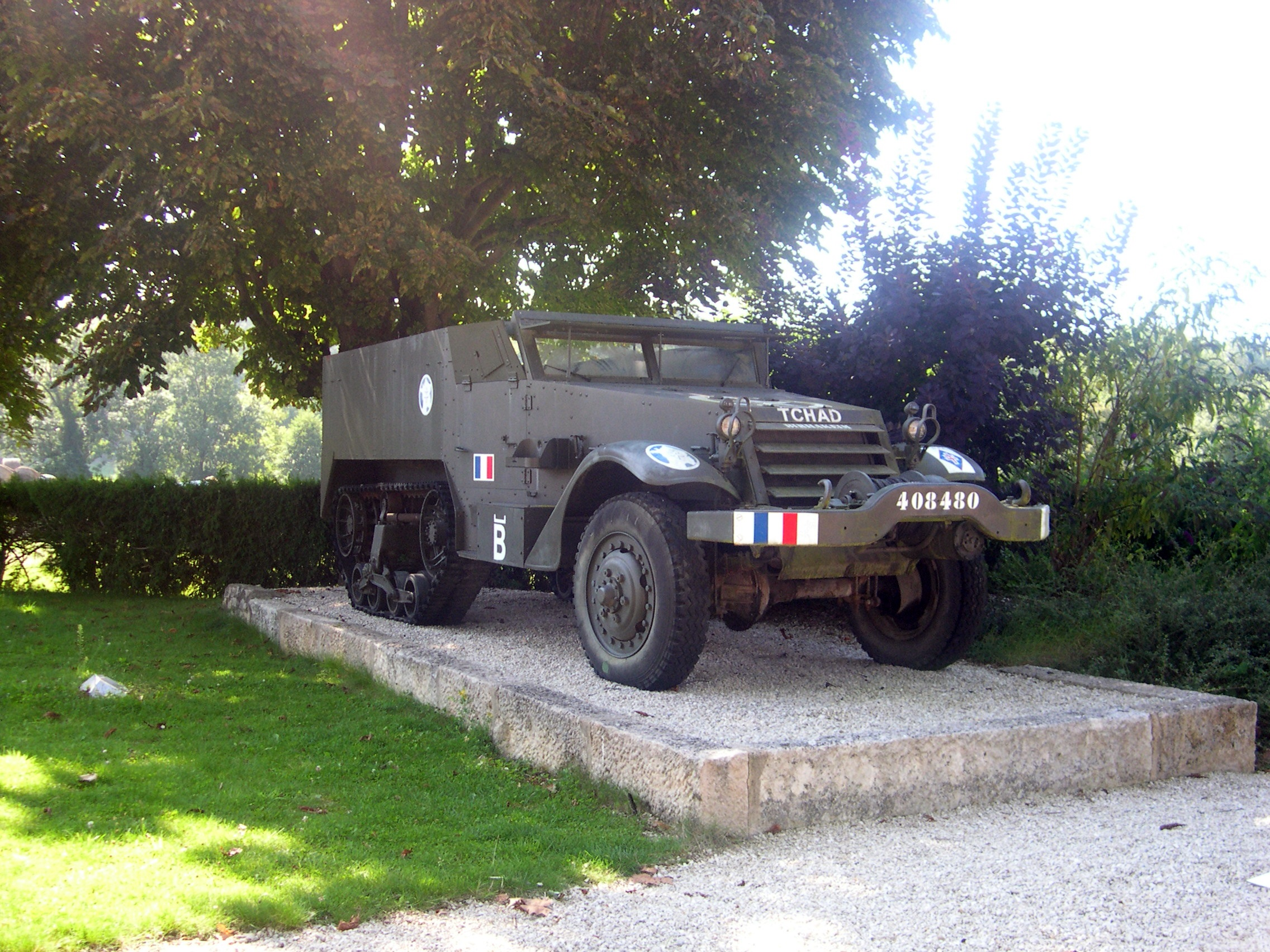
Nod : le monument de la Jonction.

Le 5 septembre 1914, le généralissime Joffre lance l’ordre de la première bataille de la Marne du couvent des Cordeliers, son quartier général à Châtillon-sur-Seine. Trente ans plus tard, le 12 septembre 1944, le 1er régiment de marche de spahis marocains de la 2e division blindée commandée par le Général Leclerc, ayant libéré Paris après avoir débarqué en Normandie, et le 1er régiment de fusiliers marins de la 1re division française libre commandée par le général Diego Brosset, ayant débarqué en Provence, font leur jonction à Nod-sur-Seine. Fortement sinistré dès 1940 par l'aviation allemande puis par les combats de la Libération, le centre de Châtillon doit être intégralement reconstruit après-guerre.
Parmi les évènements plus récents on peut relever la découverte de la tombe de Vix et de son célèbre cratère le 6 janvier 1953 par Maurice Moisson puis l’intégration de l’usine de Sainte-Colombe-sur-Seine dans le groupe Usinor en 1979 et sa reprise par le groupe ArcelorMittal en juin 2006 avec une réduction drastique des effectifs à l'origine d'une véritable crise régionale. Enfin au début des années 1980 le classement du vignoble châtillonnais en appellation Bourgogne et la reconnaissance de son crémant est à l'origine du réencépage des coteaux.

## Démographie
Définir avec précision les limites du Châtillonnais en tant qu'entité régionale et désigner les communes qui le composent n'est pas tâche aisée. L'évaluation démographique sera donc limitée aux 107 communes du canton actuel de Châtillon et de la communauté de communes du Pays Châtillonnais.
| 1793   | 1800   | 1806   | 1821   | 1836   | 1841   | 1846   | 1851   | 1856   |
| ------ | ------ | ------ | ------ | ------ | ------ | ------ | ------ | ------ |
| 43 635 | 44 889 | 45 988 | 46 373 | 50 741 | 50 966 | 50 545 | 50 551 | 48 094 |

| 1861   | 1866   | 1872   | 1876   | 1881   | 1886   | 1891   | 1896   | 1901   |
| ------ | ------ | ------ | ------ | ------ | ------ | ------ | ------ | ------ |
| 47 336 | 45 795 | 43 454 | 42 139 | 42 069 | 41 045 | 38 822 | 36 763 | 35 250 |

| 1906   | 1911   | 1921   | 1926   | 1931   | 1936   | 1946   | 1954   | 1962   |
| ------ | ------ | ------ | ------ | ------ | ------ | ------ | ------ | ------ |
| 34 526 | 33 758 | 29 289 | 29 811 | 29 117 | 28 180 | 27 512 | 27 926 | 28 077 |

| 1968   | 1975   | 1982   | 1990   | 1999   | 2006   | 2007   | 2008   | 2009   |
| ------ | ------ | ------ | ------ | ------ | ------ | ------ | ------ | ------ |
| 27 654 | 26 429 | 25 530 | 23 891 | 22 625 | 21 581 | 21 442 | 21 257 | 21 098 |

| 2010   | 2011   | 2012   | 2013   | 2014   | 2015   | 2016   | 2017   | 2018   |
| ------ | ------ | ------ | ------ | ------ | ------ | ------ | ------ | ------ |
| 21 037 | 20 976 | 20 842 | 20 690 | 20 482 | 20 346 | 20 165 | 19 983 | 19 790 |

| 2019   | - | - | - | - | - | - | - | - |
| ------ | - | - | - | - | - | - | - | - |
| 19 615 | - | - | - | - | - | - | - | - |

À l'aube du XIXe siècle, au sortir de la Révolution, l'ensemble de celles-ci compte plus de 45 000 habitants. Ce chiffre atteint les 50 000 à la fin des années 1820 et se maintient au-dessus pendant plus de 20 ans. Il descend sous les 45 000 après la guerre de 1870 et continue à décroître pour passer sous les 35 000 juste avant celle de 1914 puis à 30 000 au retour de celle-ci. La décroissance est ensuite faible jusqu'à la fin des années 1960 puis s'accélère pour se stabiliser aux environs de 21 000 habitants depuis les débuts du XXIe siècle. Cependant toutes les communes ne sont pas concernées à l'identique par le phénomène.

### Le tissu rural
Les communes plus atteintes sont celles qui ont été affectées par la fermeture des centres de la sidérurgie locale et celles dont le patrimoine agricole était très morcelé. L'abandon des exploitations non rentables avant leur regroupement au sein d'unités plus importantes entraîne une fuite de la population qui affecte plus globalement les zones rurales que les agglomérations avant de se stabiliser au début des années 1980. Alors qu'en 1792 la plus petite des cent sept communes concernées, Chaugey, compte 104 habitants, cinquante-deux villages n'atteignent plus la centaine en 2012.
| 1793   | 1800   | 1808   | 1821   | 1836   | 1841   | 1846   | 1851   | 1856   | 1861   | 1866   | 1872   | 1876   | 1881  | 1886  | 1891  | 1896  | 1901  | 1906  | 1911  | 1921  | 1926  | 1931  |
| 12.563 | 12.537 | 12.734 | 12.938 | 13.984 | 13.912 | 13.485 | 13.258 | 12.394 | 11.873 | 11.387 | 10.630 | 10.043 | 9.601 | 9.359 | 8.755 | 8.020 | 7.622 | 7.334 | 7.087 | 6.144 | 6.195 | 5.890 |
| 1936   | 1946   | 1954   | 1962   | 1968   | 1975   | 1982   | 1990   | 1999   | 2006   | 2009   | 2012   |        |       |       |       |       |       |       |       |       |       |       |
| 5.536  | 5.377  | 5.311  | 5.000  | 4.429  | 3.782  | 3.494  | 3.242  | 3.229  | 3.053  | 3.090  | 3.038  |        |       |       |       |       |       |       |       |       |       |       |

Celles-ci cumulent jusqu'au milieu du XIXe siècle une population comprise entre 13 000 et 14 000 habitants soit près de 30 % de celle de la même aire géographique. Alors qu'elles représentent pratiquement la moitié des communes composant le canton actuel la somme de leurs habitants, 3 038, ne représente plus que 15 % de sa population totale en 2012. Parmi les extrêmes Chaumont-le-Bois et Riel-les-Eaux qui dépassaient les 500 habitants au début du XIXe siècle sont passés sous la barre des 100 depuis les années 1980. Depuis cette date le ré-encépage des coteaux dans la partie nord de la région y enraye la fuite sans toutefois inverser la tendance.

### Les agglomérations
Inversement en 2012, les onze communes qui ont dépassé au XIXe ou au XXe siècle les 900 habitants cumulent une population totale de 9 319 habitants soit près la moitié de celle du canton. Au début du XIXe siècle elles comptaient 2 000 habitants de moins que les communes rurales évoquées ci-dessus et ce n'est qu'au milieu de ce même siècle qu'elles commencent à les dépasser pour concentrer trois fois plus d'habitants au dernier recensement. On relève au sein de ce groupe des situations contrastées et si certaines qui ont conservé des bâtiments témoignant de leur importance passée ont maintenant moins de 300 habitants, d'autres ont vu leur population augmenter considérablement.
| 1793   | 1800   | 1808   | 1821   | 1836   | 1841   | 1846   | 1851   | 1856   | 1861   | 1866   | 1872   | 1876   | 1881   | 1886   | 1891   | 1896   | 1901   | 1906   | 1911   | 1921   | 1926   | 1931   |
| 11.553 | 11.945 | 12.619 | 12.458 | 13.982 | 13.047 | 14.847 | 15.123 | 14.414 | 14.470 | 14.042 | 13.750 | 13.814 | 14.132 | 13.788 | 13.047 | 12.363 | 12.075 | 12.078 | 11.645 | 10.292 | 10.720 | 10.689 |
| 1936   | 1946   | 1954   | 1962   | 1968   | 1975   | 1982   | 1990   | 1999   | 2006   | 2009   | 2012   |        |        |        |        |        |        |        |        |        |        |        |
| 10.545 | 10.030 | 10.250 | 11.322 | 11.882 | 11.253 | 12.486 | 11.394 | 10.519 | 9.845  | 9.356  | 9.304  |        |        |        |        |        |        |        |        |        |        |        |

Ainsi Autricourt, fort de 980 habitants en 1821, est réduit à 124 et Molesme est passé de 903 à 264 alors que Sainte-Colombe-sur-Seine avec ses 968 habitants après en avoir recensé 1 330 en 1975 n'en comptait encore que 253 au début du XIXe siècle. Quant à Châtillon-sur-Seine après avoir doublé sa population entre 1792 et 1982, il a perdu 2 000 habitants depuis, parfois au profit d'une moindre chute des communes voisines comme en témoigne le maintien de la population de Sainte-Colombe en dépit de la fermeture progressive de son importante usine à la fin du siècle dernier ou la modeste croissance de Montliot-et-Courcelles, Buncey ou Massingy.

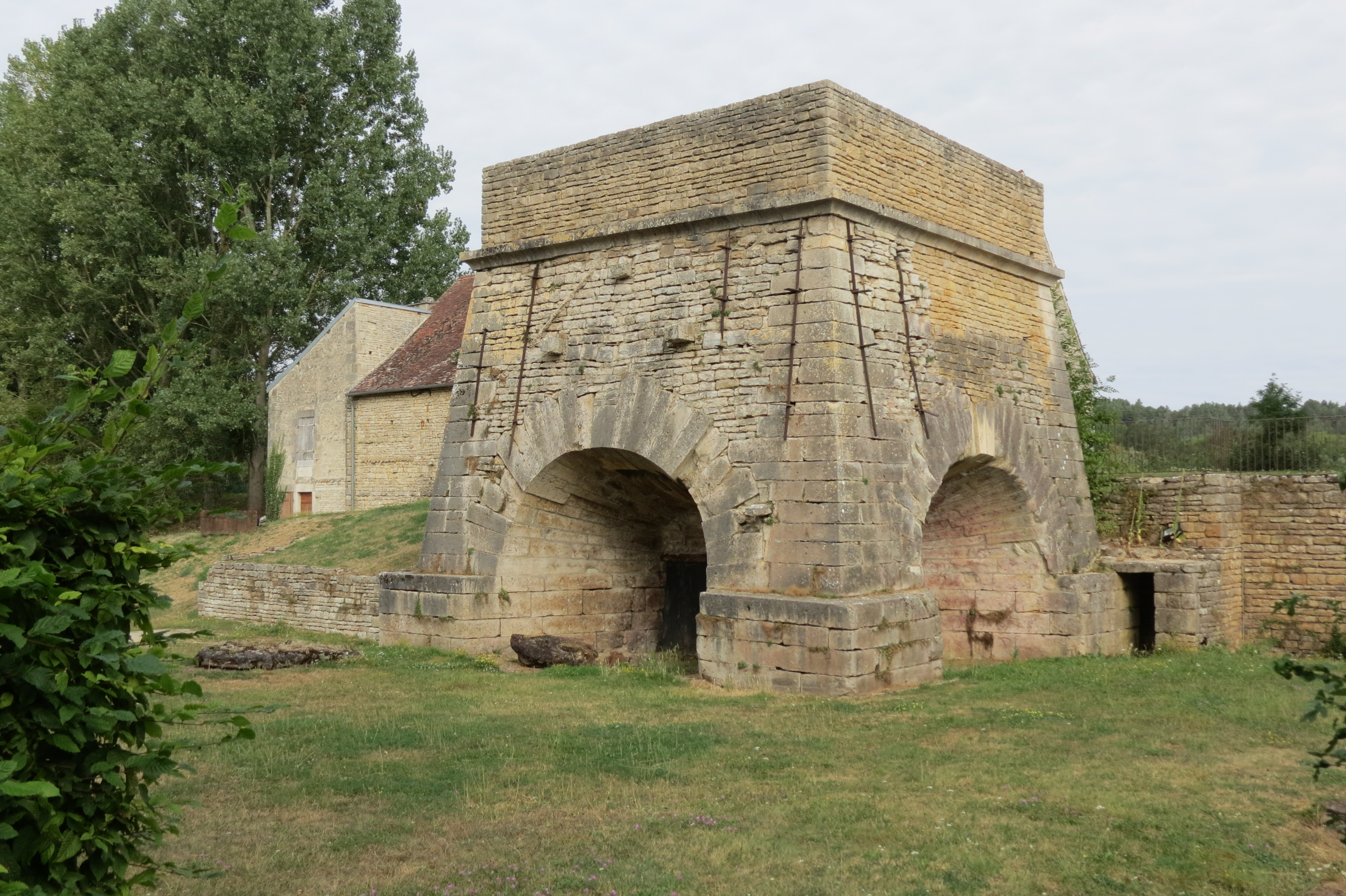
Haut fourneau de Marcenay.

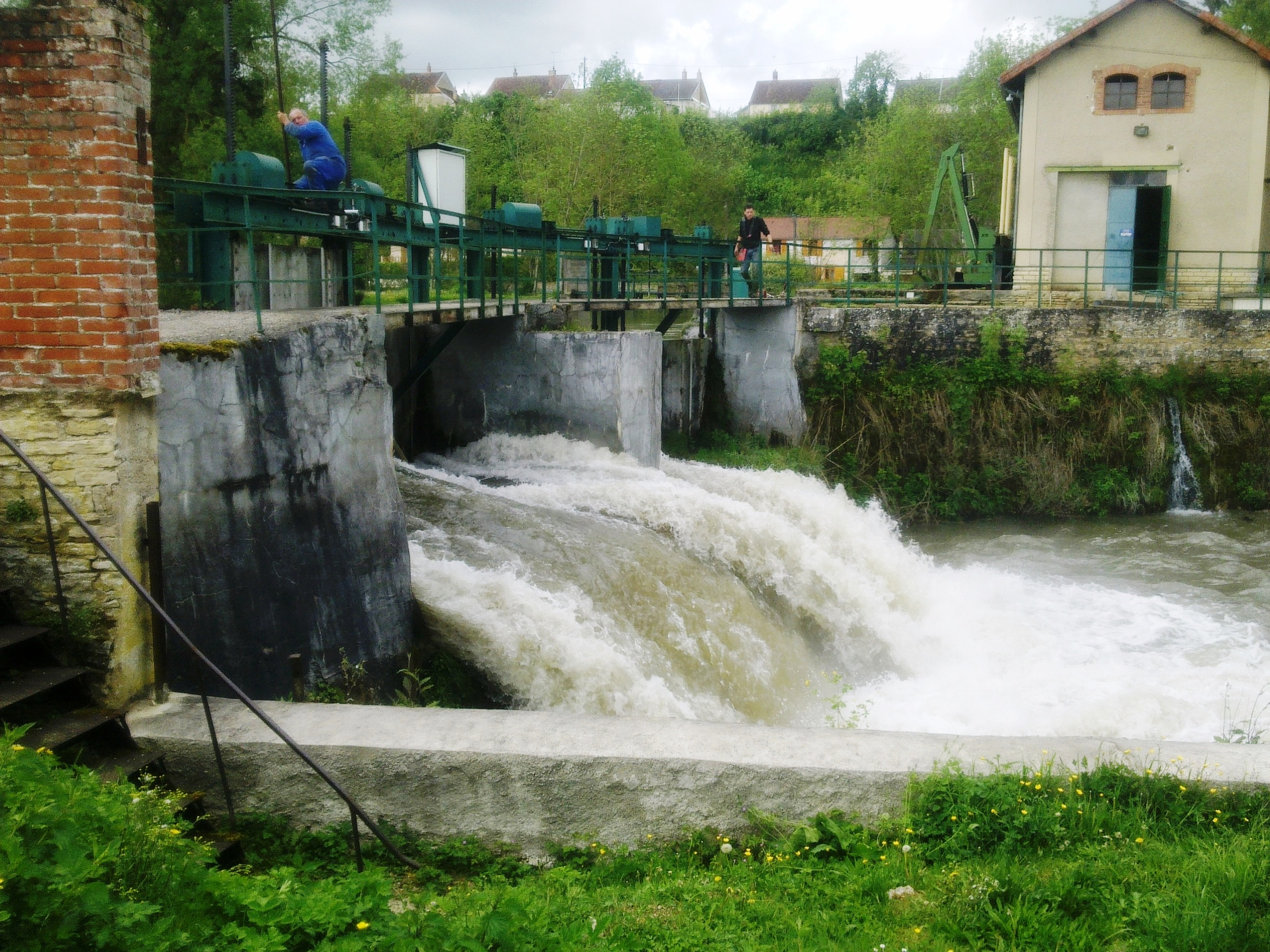
Chute du bief de Sainte-Colombe.

## Économie

### Sidérurgie
Dès le XVIIe siècle, à l'instigation de Colbert, des hauts fourneaux valorisent le minerai de fer local en utilisant le bois de la forêt à partir d'une tradition sidérurgique remontant au haut Moyen Âge. Entre 1780 et 1820, on en dénombre quatorze alors que les ateliers d’exploitation dépassent la vingtaine. Les restes d'établissements industriels sont toujours préservés à Vanvey (XVIIe), Marcenay (1742), à Rochefort-sur-Brévon (XVIIIe)  Inscrit MH (2001) et à Ampilly-le-Sec (1833) également  Inscrit MH (1986).
La famille Godin, présente à Châtillon dès le XVIIe, y entre dans l’histoire du chauffage domestique avant d'émigrer dans le Nord et au Canada. En 1822, le maréchal Marmont (1774-1852) transforme le haut fourneau édifié en 1776 à Sainte-Colombe-sur-Seine en fonderie « à l'anglaise » fonctionnant à la houille. Louis-Paul Cailletet (1832-1913) s'assure une réputation scientifique mondiale à partir des forges de Chennecières.
À Sainte-Colombe, vers 1847, la chute artificielle d'un bief de retenue creusé sur la Seine améliore encore la production grâce à la force hydraulique. L'usine mobilise alors 700 permanents et 500 intérimaires et compte encore 600 employés à la fusion de la Compagnie des forges de Châtillon-Commentry et Neuves-Maisons avec le groupe Usinor en 1979. Repris par le groupe ArcelorMittal en juin 2006, le site spécialisé dans la production des câbles pour le béton pré-contraint ne compte plus qu’une cinquantaine de salariés et une quinzaine d’intérimaires. À Saint-Marc-sur-Seine, les forges de Chennecières reconverties en chaînerie perdurent également.

### Industrie forestière

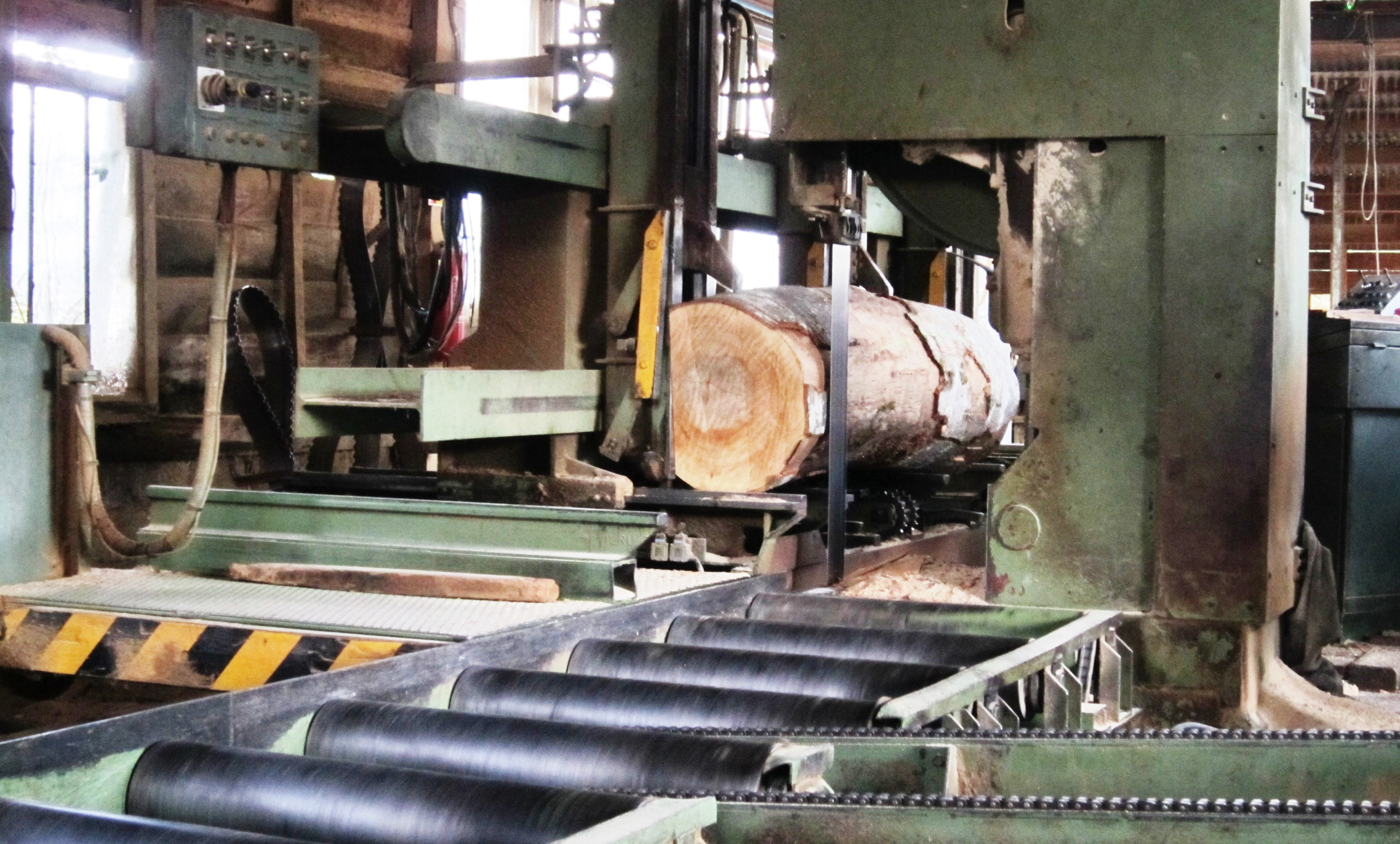
Scierie du Châtillonnais.

Depuis la quasi-disparition de l’industrie sidérurgique, l'industrie du bois résultant de l'exploitation forestière est une des branches industrielles les plus florissantes de la région. 120 000 mètres cubes sont prélevés chaque année dans la forêt et la gare de Châtillon-sur-Seine, fermée au trafic voyageur depuis 1994, est la première gare de France pour le trafic du bois. Outre l‘exploitation proprement dite (pépinières, récolte, abattage, débardage et transport) les entreprises assurent la première transformation (sciage, merranderie, déroulage de hêtres et de peupliers) et depuis peu pour certaines la seconde transformation (meubles, planchers...). Les principaux établissements se trouvent à Chaumont-le-Bois, Laignes, Montigny-sur-Aube, Maisey-le-Duc, Recey-sur-Ource... mais aussi en Haute-Marne autour de Auberive. On trouve également à Leuglay une entreprise créée en 1860 (Groupe Bordet) qui produit et commercialise environ 20 000 tonnes de charbon de bois par an. Toujours à Leuglay, les pépinières Naudet constituent une entreprise majeure dans le domaine du plant forestier.

### La pierre du Châtillonnais

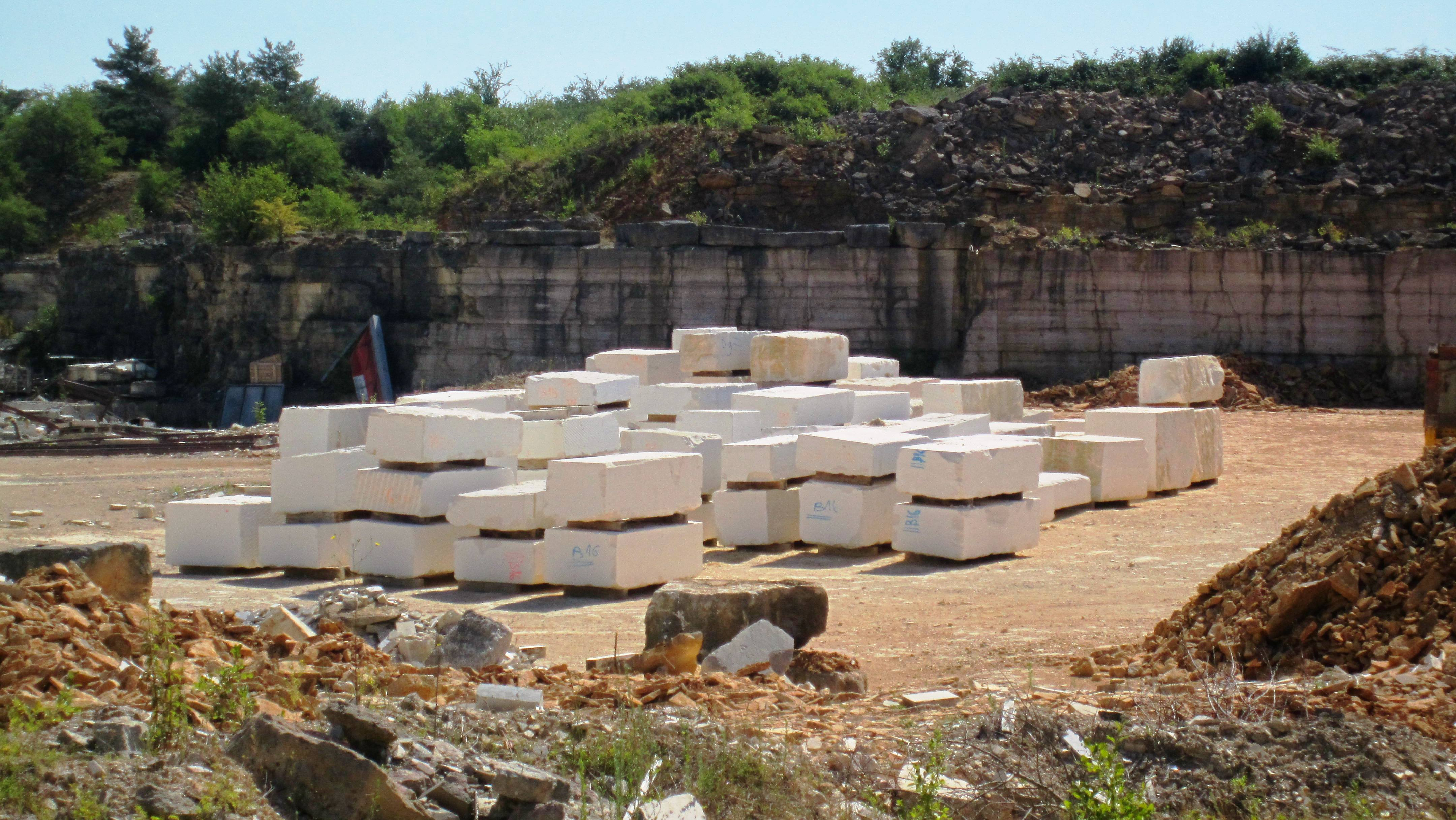
Carrière d’Étrochey (Côte-d'Or).

En présence d’un calcaire de qualité qui affleure parfois le sol l’exploitation de la pierre est très ancienne dans le Châtillonnais. Les carrières à ciel ouvert de sept communes du pays fournissent un des meilleurs marbres de France pour sa résistance et la pierre du Châtillonnais bénéficie d’une renommée internationale auprès des architectes. Cette filière est rattachée à l’association Pierre de Bourgogne où le projet d’une Maison de la pierre est en cours de discussion.

### Agriculture et élevage

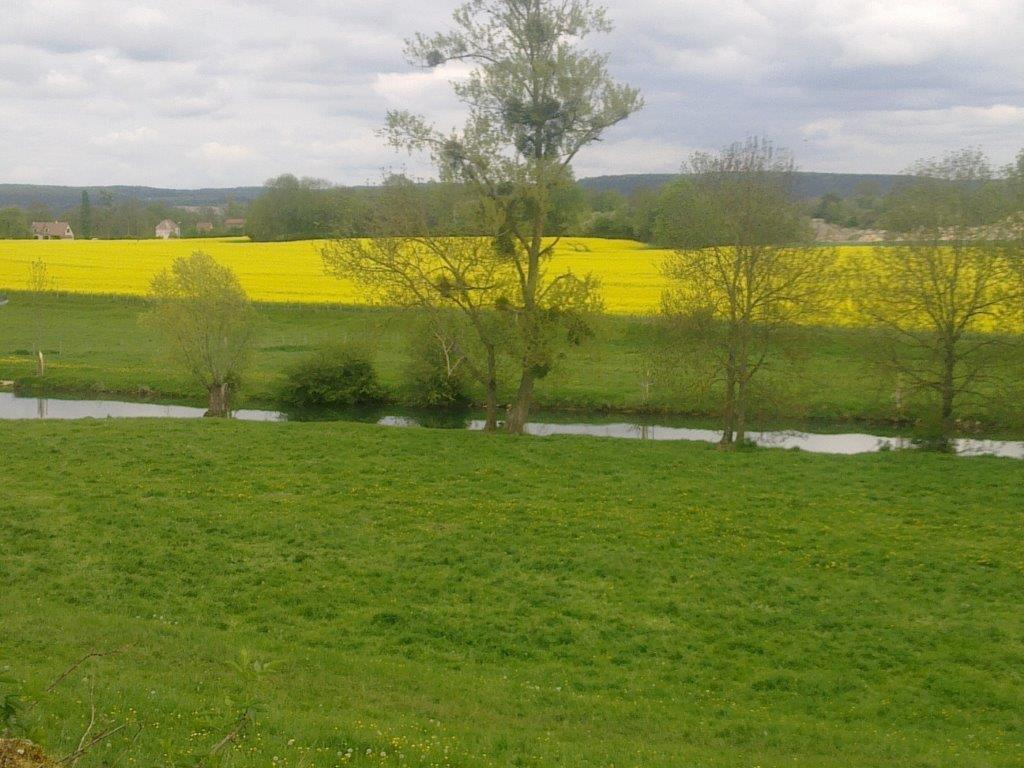
Pâture et champ de colza.

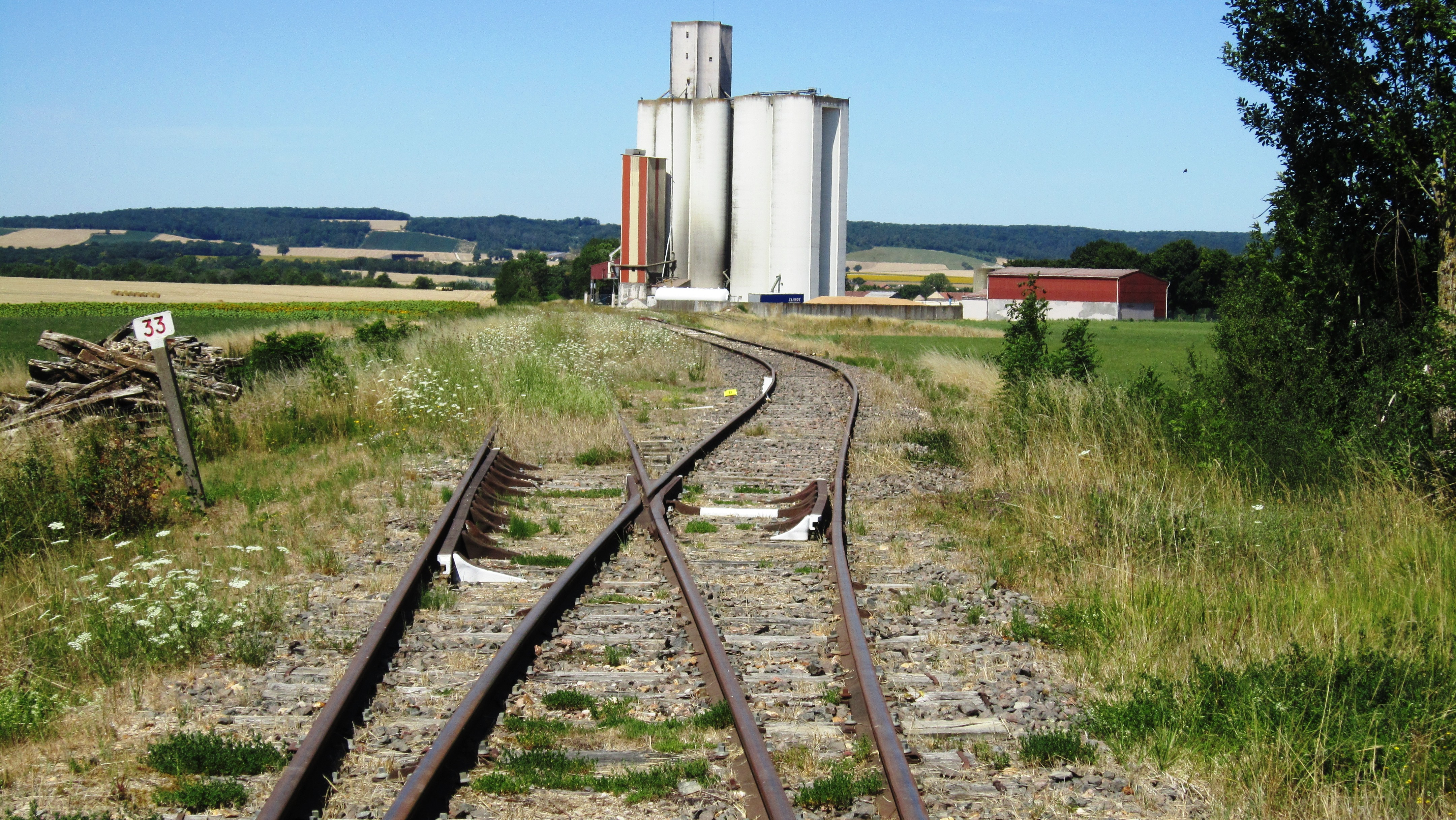
Silos de Brion-sur-Ource.

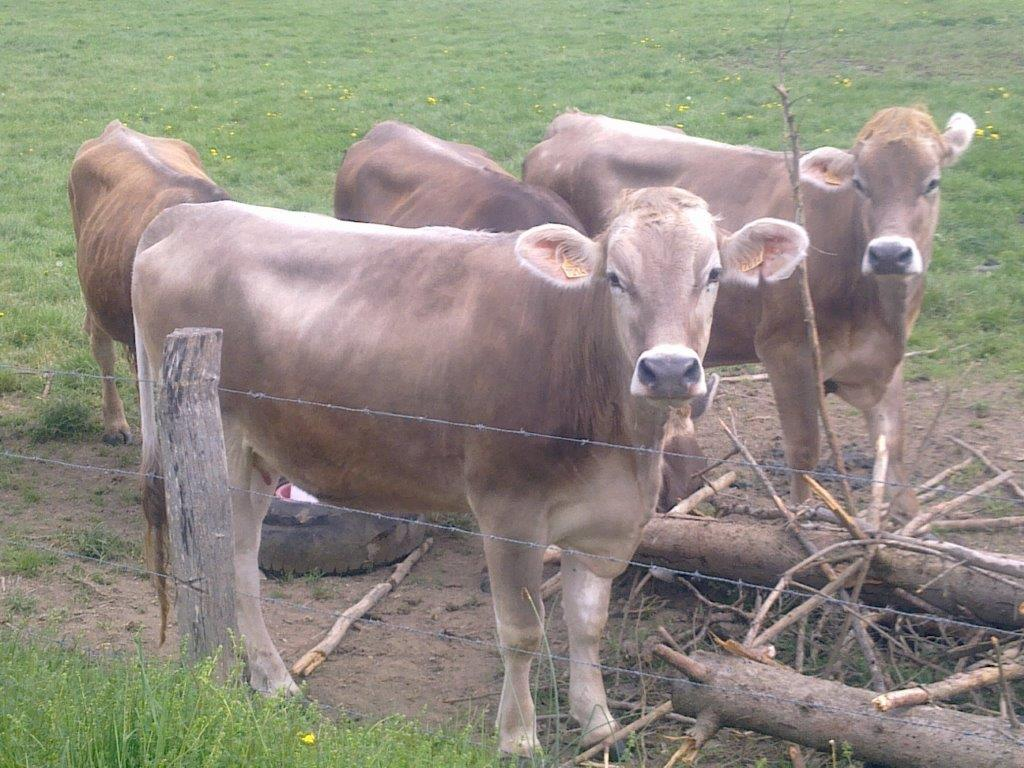
Génisses de race brune.

En trente ans on relève une perte de la moitié des exploitations sans véritable diminution de l'espace agricole. Les terres vacantes contribuent à l’agrandissement des autres exploitations et on trouve dans le Châtillonnais les plus grandes fermes de Côte-d’Or. La géographie commande la répartition des espaces : l'agriculture sur les plateaux et l’élevage dans les vallées. 80 % de la surface agricole est consacrée aux cultures et depuis une trentaine d’années le Châtillonnais est zone de production de céréales et oléagineux de qualité pour l’alimentation humaine et animale. Les silos de stockage ponctuent le paysage à la sortie nord de Châtillon et à l'écart de Prusly, Brion, Savoisy ...
L’élevage reste associé à l'agriculture dans trois quarts des exploitations. La production concentrée dans les vallées est essentiellement de troupeaux laitiers ou allaitant de race brune mais on trouve aussi de l’élevage ovin. L’importance de l'activité rurale du Châtillonnais a justifié dès 1898 la création d’une école départementale d’agriculture devenue aujourd’hui le lycée agricole de La Barotte. Seul établissement public d'enseignement et de formation professionnelle agricoles du nord Côte-d’Or, il forme chaque année plus de 300 élèves dans : 
- les métiers du cheval ;
- les métiers de l'élevage bovin et du lait ;
- les métiers de l'aménagement et de l'environnement ;
- les métiers des travaux publics.

Chaque week-end suivant le 16 juin, les Journées châtillonnaises organisées à l'occasion de la fête patronale de Saint-Vorles sont consacrées à l'élevage régional.

### Viticulture

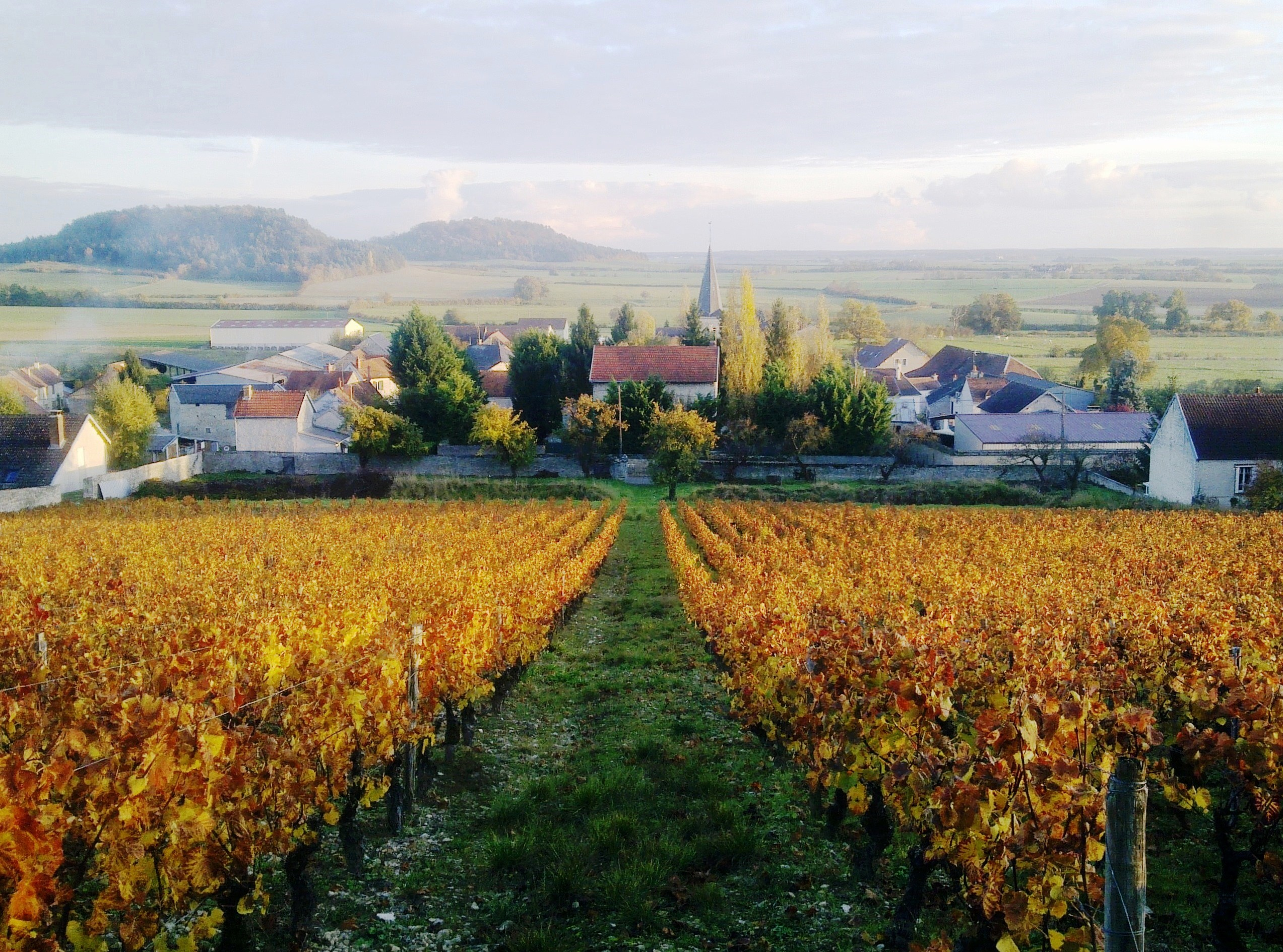
Les vignes du clos Notre-Dame à l'automne

Depuis le début des années 1980 les cultures céréalières et l'élevage bovin laissent place sur les coteaux à la vigne qui avait quasi disparu depuis le début du XXe siècle avec l'épidémie du phylloxéra. C'est toutefois dès 1937 que l'appellation Bourgogne fut attribuée à certaines parcelles du Châtillonnais, qui furent cependant peu exploitées sauf à Massingy et à Molesme.
Le vignoble actuel couvre environ 250 hectares et 23 communes peuvent prétendre à l'appellation vins de Bourgogne. Les vignes sont essentiellement plantées de clones Champagne de Chardonnay et de Pinot noir enracinés dans des sols calcaires durs orientées sud/sud-est. Cette caractéristique fait de la zone viticole du Châtillonnais un prolongement méridional de la côte des Bar dont la limite sur la RD 971 se situe entre Mussy-sur-Seine et Gomméville.

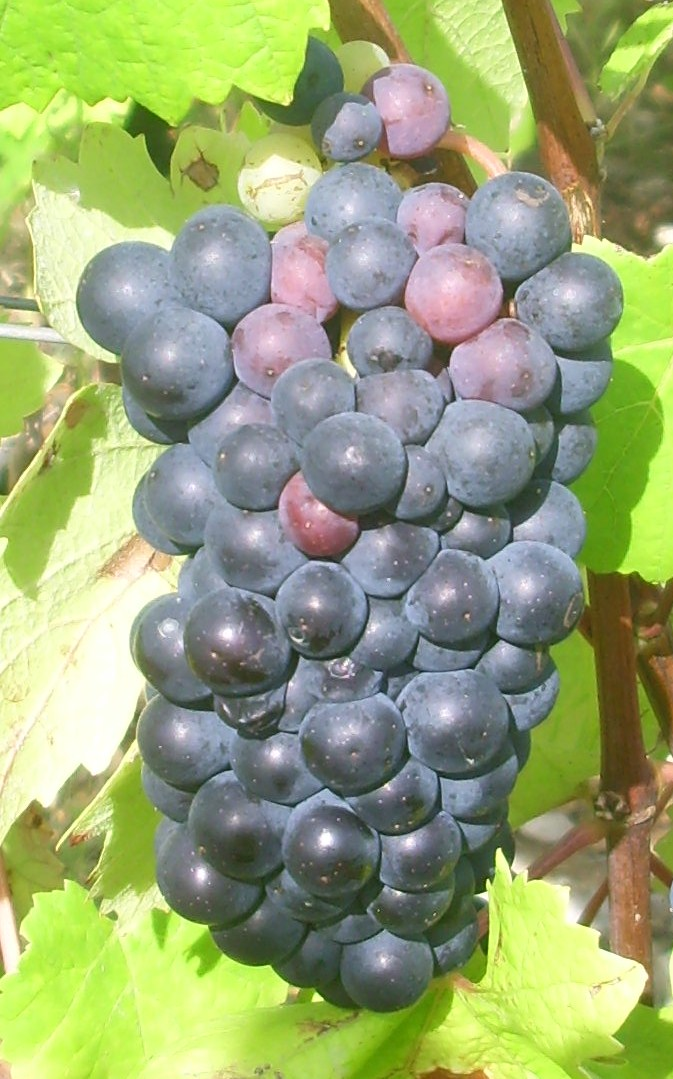
Pinot noir
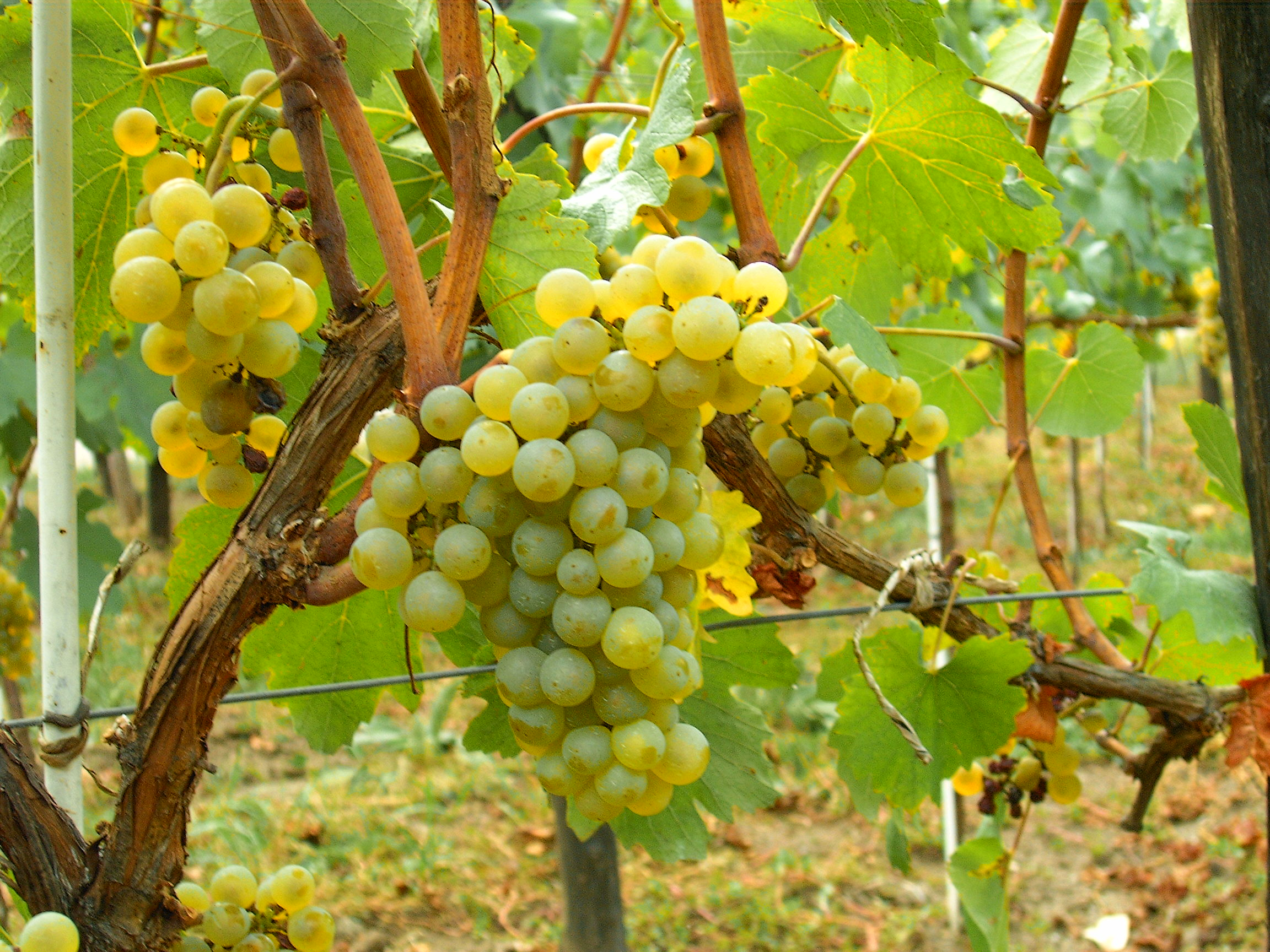
Chardonnay
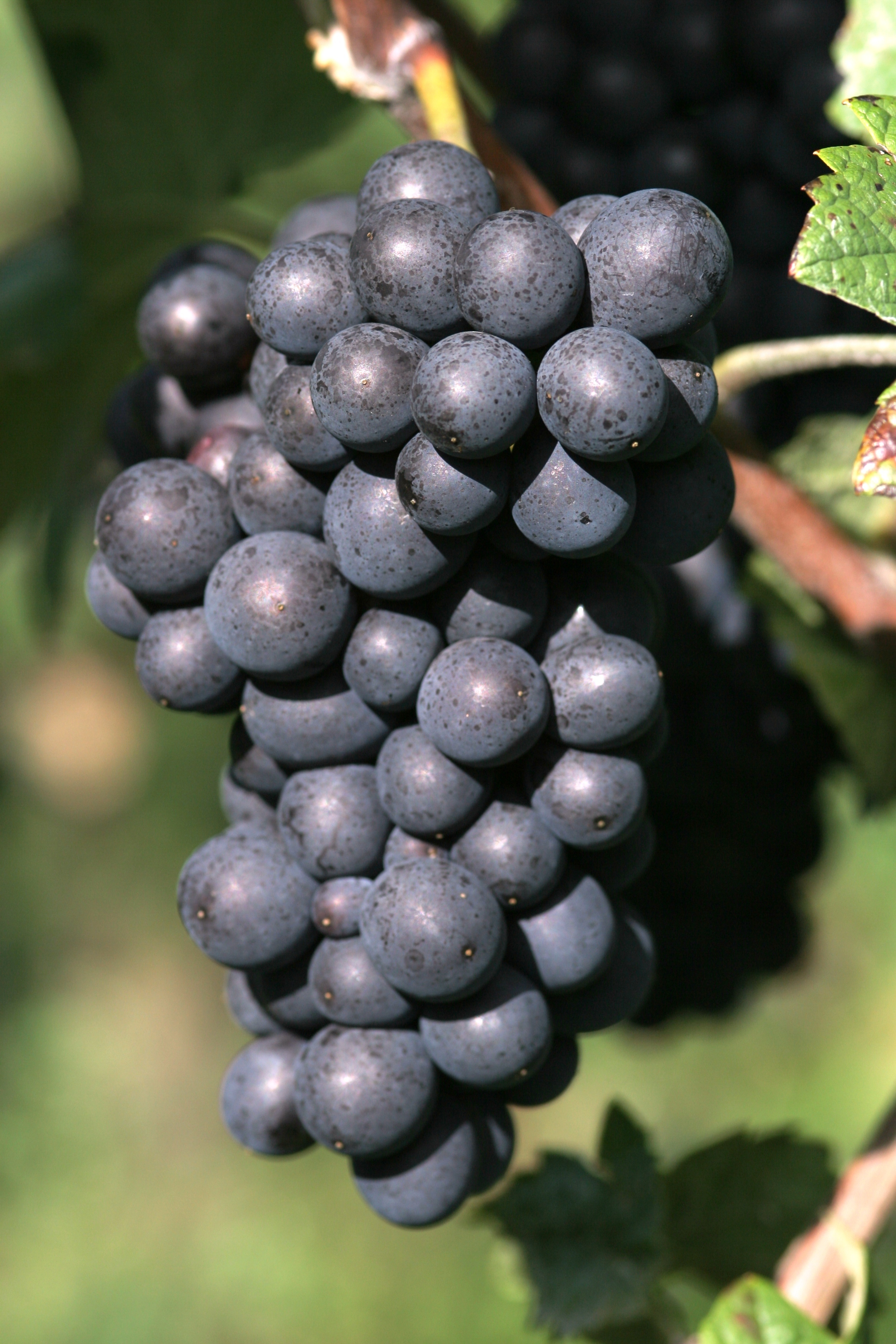
Meunier

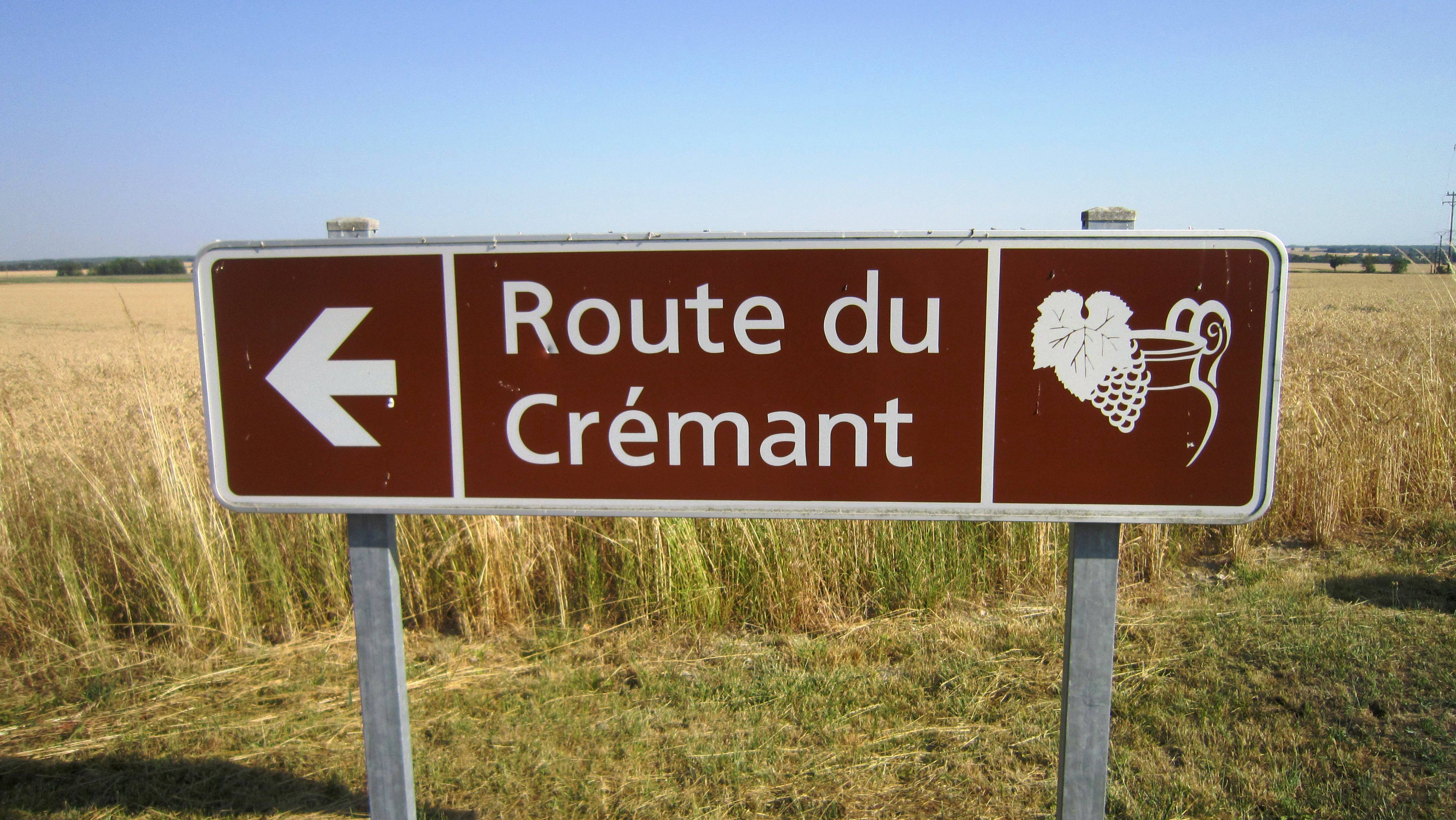
Balise de la Route du crémant.

Le crémant est devenu depuis un enjeu régional et chaque année sa fête du Tape chaudron est célébrée à Châtillon-sur-Seine le troisième samedi de mars. La Route du crémant permet de découvrir le vignoble châtillonnais et d’apprécier les vins des producteurs tout au long des 120 kilomètres de ce circuit jalonné de balises qui parcourt les vallées de la Seine, de la Laigne et de l’Ource.

### Tourisme

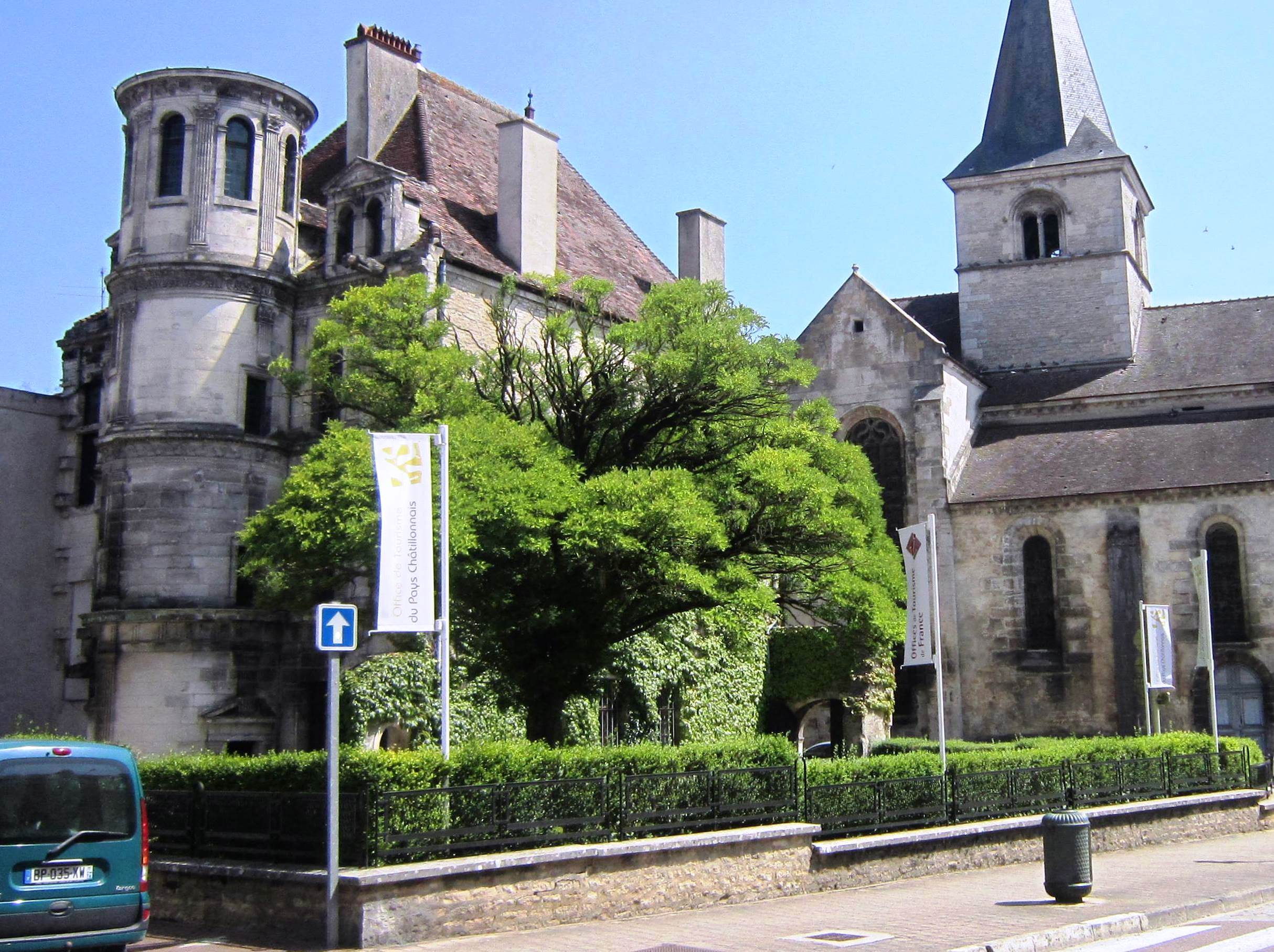
Office du tourisme du Châtillonnais.

L’animation touristique est assurée par l’Office de tourisme du pays châtillonnais hébergé à Châtillon dans l’hôtel Philandrier. Celui-ci est relayé par trois antennes locales à Aignay-le-Duc, Recey-sur-Ource et au plan d'eau de Riel-les-Eaux.
- La découverte du pays est organisée à travers visites, conférences et circuits dont la route du crémant. Châtillon à elle seule compte sept constructions classées monuments historiques et seize autres font l'objet d'une inscription à l'inventaire. Parmi ses importantes collections le nouveau musée expose une pièce unique : le vase de Vix.
- La forêt de Châtillon fait l'objet d'une mise en valeur touristique avec des parcours pédestres et de cyclotourisme[38].
- Les rivières du Châtillonnais sont également réputées pour leurs parcours de pêche[39]. Les permis sont délivrés par les nombreuses sociétés locales[RP 10].
- La chasse reste une importante activité traditionnelle[RP 11].
- Outre les marchés hebdomadaires, la vie locale est rythmée par de nombreuses fêtes et foires dont le Tape chaudron le dernier week-end de mars, la fête patronale de Saint-Vorles le 16 juin et le week-end suivant les Journées châtillonnaises consacrées à l'artisanat et l'élevage local sur l'esplanade du cours Labbé[32], la dernière semaine d'août, la semaine musicale de Saint-Vorles et du Châtillonnais...

## Personnalités liées au Châtillonnais
Châtillon-sur-Seine possède dès le début du Xe siècle ses écoles presbytérales et les monastères des environs développent souvent les leurs. Le premier collège communal ouvre ses portes en 1664. La ville et sa région sont restés depuis un haut lieu de culture qui a formé ou attiré de nombreuses personnalités.